# Illyricum
L'Illirico (in latino: Illyricum) era un'antica provincia della Repubblica romana che all'inizio del periodo imperiale fu suddivisa nella regione augustea della Regio X Venetia et Histria (ad est del fiume Adige), oltre alle due nuove province di Pannonia e Dalmazia, certamente in seguito alla rivolta dalmato-pannonica e probabilmente agli inizi del principato di Tiberio. Comprendeva inizialmente i territori dell'attuale Croazia e Albania settentrionale, in seguito ampliati alla vicina Bosnia, Montenegro, Serbia occidentale, Slovenia meridionale, Ungheria occidentale ed Austria orientale-meridionale.

## Nome ed etimologia
Illyricum deriva il suo nome da Illyria (Ἰλλυρία). Questi a loro volta sono nomi latini che derivano da quello greco di Illyris (Ἰλλυρίς). Viene inoltre fatta una distinzione tra Illyris Barbara o Romana, che comprendeva la costa Adriatica fino all'attuale Albania, e la Illyris Greaca, che rappresentava il resto dell'Albania, più tardi chiamata Epirus Nova. Questa seconda area deriva il suo nome dal fatto che, essendo vicina alla Grecia, fu influenzata dai Greci, e faceva parte della provincia romana della Macedonia.

## Statuto
La provincia esisteva già all'epoca del proconsolato di Gaio Giulio Cesare, nel 58 a.C.. Non sappiamo se prima. Nel 27 a.C., la provincia dell'Illirico fu assegnata al Senato (Procurator Augusti). Quasi un ventennio più tardi, durante le campagne militari degli anni 14-9 a.C., sotto l'alto comando prima di Agrippa e poi di Tiberio, Augusto trasferì l'Illirico alla giurisdizione del princeps, affidandolo ad un legatus Augusti pro praetore (11 a.C.).
L'Illirico potrebbe essere poi stato diviso, durante la rivolta dalmato-pannonica del 6-9, nei due distretti militari dell'Illyricum Superior e Illyricum Inferior. Questa nuova riorganizzazione, potrebbe essere stata poi formalmente attuata sotto Tiberio, quando inviò il figlio Druso minore negli anni 18-20 e l'Illirico fu diviso nelle nuove province romane di Dalmazia e Pannonia. Vero è anche che esistono alcune iscrizioni che menzionano ancora l'Illirico al tempo dell'Imperatore Claudio, o Nerone, sebbene vi fosse già stata l'effettiva divisione provinciale al tempo di Tiberio.
| EVOLUZIONE DELL'ILLYRICUM                            | EVOLUZIONE DELL'ILLYRICUM                | EVOLUZIONE DELL'ILLYRICUM                | EVOLUZIONE DELL'ILLYRICUM                | EVOLUZIONE DELL'ILLYRICUM                | EVOLUZIONE DELL'ILLYRICUM                | EVOLUZIONE DELL'ILLYRICUM                |
| ---------------------------------------------------- | ---------------------------------------- | ---------------------------------------- | ---------------------------------------- | ---------------------------------------- | ---------------------------------------- | ---------------------------------------- |
| prima della conquista romana                         | Illiria (Illiri e Dalmati)               | Illiria (Illiri e Dalmati)               | Pannonia (Pannoni)                       | Pannonia (Pannoni)                       | Pannonia (Pannoni)                       | Pannonia (Pannoni)                       |
| dal 167/155 a.C.                                     | Illyricum                                | Illyricum                                | Pannonia                                 | Pannonia                                 | Pannonia                                 | Pannonia                                 |
| tra il 35/33 a.C. e l'8-9 d.C.                       | Illyricum                                | Illyricum                                | Illyricum                                | Illyricum                                | Illyricum                                | Illyricum                                |
| dal 8-9 d.C.                                         | Illyricum Superior (distretto militare?) | Illyricum Superior (distretto militare?) | Illyricum Inferior (distretto militare?) | Illyricum Inferior (distretto militare?) | Illyricum Inferior (distretto militare?) | Illyricum Inferior (distretto militare?) |
| dal 14-20 d.C. (creazione delle due province romane) | Dalmatia                                 | Dalmatia                                 | Pannonia                                 | Pannonia                                 | Pannonia                                 | Pannonia                                 |
| dal 103                                              | Dalmatia                                 | Dalmatia                                 | Pannonia superiore                       | Pannonia superiore                       | Pannonia inferiore                       | Pannonia inferiore                       |
| dal 293                                              | Dalmatia                                 | Praevalitana                             | Pannonia superiore                       | Pannonia Savia                           | Pannonia Valeria                         | Pannonia inferiore                       |
| dal 324-337                                          | Dalmatia                                 | Praevalitana                             | Pannonia prima                           | Pannonia Savia                           | Pannonia Valeria                         | Pannonia secunda                         |

## Storia

### Tre guerre contro i pirati illiri (229 - 167 a.C.)
229-228 a.C.
L'area illirica cominciò ad entrare nella sfera di influenza romana a partire da quest'anno, quando la potenza degli Illiri (della regina Teuta) ed il contemporaneo aumento della loro pirateria, aveva generato una forte preoccupazione nei mercanti romani per i loro traffici attraverso l'Adriatico. Un'ambasceria inviata alla regina Teuta non ebbe alcun effetto, al contrario un membro dell'ambasciata romana rimase ucciso. L'incidente provocò la guerra, tanto che il console Gneo Fulvio Centumalo fu inviato con 200 navi, mentre il collega Postumio Albino avanzava con un esercito di terra formato da 20.000 legionari e 2.000 cavalieri. I Romani riuscirono, quindi, ad occupare le isole di Faro e Corcira, le città di Apollonia e Epidamnus, fino al fiume Drilo. La guerra durò due anni al termine dei quali la regina Teuta veniva deposta, ponendo al suo posto il figlio Pinnes, sotto il controllo dell'alleato romano, Demetrio di Faro, mentre Centumalo ottenne il meritato Trionfo.

██ in verde i regni clienti della Repubblica romana
221 a.C.

L'Illiria allo scoppio della seconda guerra illirica (220 a.C.) e

Viene condotta dai Romani una prima campagna contro gli Istri da parte dei consoli Publio Cornelio Scipione Asina e Marco Minucio Rufo.
219 a.C.
Si racconta che quando gli ambasciatori romani avuta la sensazione che Annibale stesse cercando a tutti i costi la guerra, informarono il Senato romano che, di fronte alla minaccia di una nuova guerra, prese le misure necessarie per consolidare le proprie conquiste ad oriente, in Illiria. Quello stesso anno (nel 219 a.C.) il console Emilio Paolo insieme a Livio Salinatore sbarcarono ancora una volta in Illiria per combattere contro Demetrio di Faro, che si era alleato a Filippo V di Macedonia. La guerra portò per la seconda volta gli eserciti romani alla vittoria, occupando nuovamente Issa (l'odierna Lissa, Pharos (l'odierna Cittavecchia), Apollonia, Corcira, Epidamnus, Oricum, Dimal (appartenente alla tribù dei Partini) e Atintania. E il Senato romano confermava il protettorato di Roma sull'Illiria, ponendovi a capo ancora una volta Pinnes, oltre ad un certo Scerdilaidas.
214 a.C.
I Romani vengono assediati ad Orico e Apollonia da Filippo V di Macedonia. Il console Valerio Levino con 50 navi da guerra riesce a sconfiggere l'esercito assediante macedone presso Apollonia, mettendo in fuga il re.
181 a.C.
Venne fondata dai Romani Aquileia, nel territorio degli antichi Carni, quale importante avamposto militare:
(Tito Livio, Ab Urbe condita libri, XL, 34.2-3.)
178-177 a.C.
Aulo Manlio Vulsone intraprendeva una nuova guerra contro le popolazioni dell'Istria, a protezione anche dell'allora appena formata colonia di Aquileia, avendo come alleato un certo Catmelo, re dei Norici, forte di 3.000 armati. Il console che si era accampato nel golfo di Muggia, presso Trieste (Tergeste), venne attaccato dal re nemico Epulone, che riuscì ad espugnare i due avamposti romani e il campo di una legione. Vulsone allora, chiamata in aiuto la seconda legione, sorprese a sua volta gli Istri che stavano saccheggiando il campo romano. L'anno successivo Gaio Claudio Pulcro portava a termine la guerra, occupava in Istria gli oppida di Nesazio (non molto distante da Pola), Mutila e Faveria (177 a.C.), e si meritava il trionfo.
171 a.C.
Caio Cassio Longino, sulla strada del ritorno dalla Macedonia, compiva distruzioni e saccheggi nell'Istria contro le popolazioni di Istri, Iapodi e Carni. Il suo obbiettivo era, molto probabilmente, di intimidire le popolazioni vicine ad Aquileia.
168-167 a.C.
Roma incoraggiò i mercanti Italici ad operare in Illiria sotto la protezione della repubblica romana, mentre il pretore Lucio Anicio Gallo, batteva il re dei pirati illiri dell'isola di Lisso, un certo Genzio, che si era alleato a Perseo di Macedonia e che disponeva di una forza di ben 15.000 armati. In questa guerra i romani ottennero l'aiuto degli illiri Partini e Gallo il Trionfo. Roma, infine, siglava un trattato di alleanza (della durata di settant'anni) con Issa. Al termine di queste operazioni i Romani erano riusciti ad occupare le terre a nord, nell'Istria fino al fiume Arsia, mentre a sud avevano sottomesso la zona fino al fiume Narenta. Ciò significava che l'obiettivo futuro era di congiungere le due zone via terra. E forse in questa occasione potrebbe essere avvenuta la creazione della provincia dell'Illirico romano.

### La provincia (?) dell'Illirico (167 - 60 a.C.)
158 a.C.
Issa, alleata dei Romani protestava che i suoi recenti possedimenti di Epetion (Stobrec) e Tragurion (Traù) attorno alla baia di Salona erano stati oggetto di attacchi da parte dei Dalmati della zona.
156-155 a.C.
Si racconta che il console Gaio Marcio Figulo abbia condotto delle operazioni militari contro le tribù dei Dalmati, dapprima con scarsa fortuna e poi con successo. Egli avanzò lungo il fiume Narenta, attraversò le Alpi dinariche e raggiunse la piana del Lib, dove pose sotto assedio la capitale dei Delmatae, Delminium. E sebbene parte della fortezza fosse stata incendiata e quasi ridotta alla resa, Figulo fu costretto a far ritorno a Roma alla fine del suo mandato (inverno 156 a.C.). L'anno seguente l'assedio venne portato a termine dal suo successore, il console Publio Cornelio Scipione Nasica Corculo, che per questo successo ottenne il trionfo.
135 a.C.
Ardirei e Pleraei attaccarono la provincia romana dell'Illirico compiendo saccheggi a ripetizione, mentre i Romani erano impegnati su un altro fronte. Roma fu costretta ad intervenire inviando prima degli ambasciatori che, rimanendo inascoltati, costrinsero il Senato ad inviare il console Servio Fulvio Flacco alla testa di 10.000 fanti e 600 cavalieri, il quale dopo un raid nelle loro terre a scopo dimostrativo, ne ottenne la sottomissione. E sempre questo stesso anno il pretore, Marco Cosconio, combatté con successo in Tracia contro la popolazione degli Scordisci.
129 a.C.
Gaio Sempronio Tuditano attaccava le popolazioni degli Iapodi dal suo "quartier generale" di Aquileia, ma subiva una sconfitta che fu prontamente riparata dall'intervento di Decimo Giunio Bruto Callaico, l'eroe della guerra di Lusitania (155 - 139 a.C.). In seguito, Tuditano riusciva a battere le popolazioni della zona Alpina dei Carni e dei Taurisci (zona di Nauporto), sempre coadiuvato da Bruto (e da un certo Tiberio Pandusa), tanto da meritarsi il trionfo. A Tuditano la stessa città di Aquileia eresse nel foro una statua celebrativa ed un elogio.
119-118 a.C.

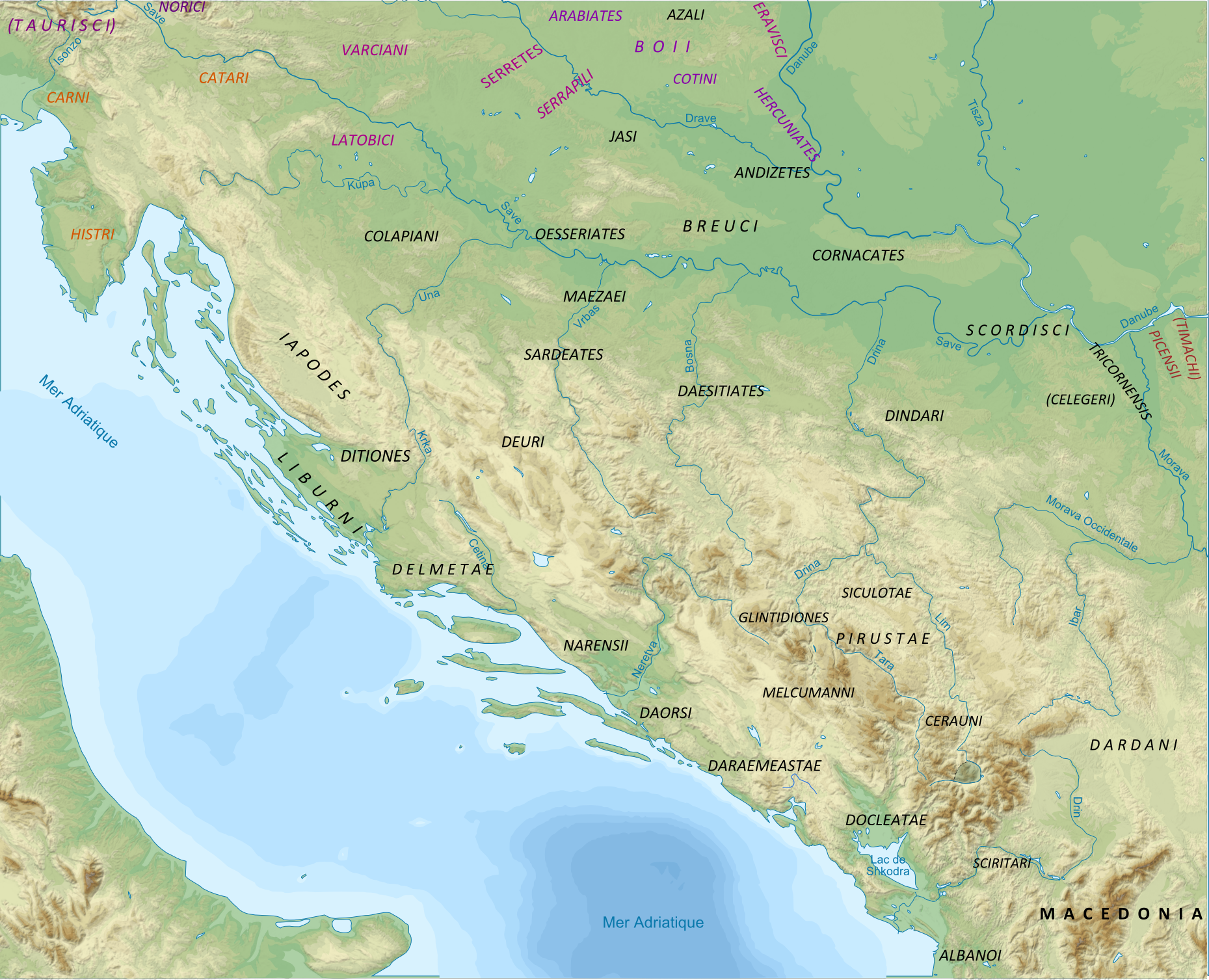
Le popolazioni illirico-pannoniche durante la conquista romana.

I consoli del 119 a.C., Lucio Aurelio Cotta e Lucio Cecilio Metello, compivano insieme una campagna vittoriosa contro i Segestani, assediando per la prima volta la loro capitale, Segesta (la futura roccaforte romana di Siscia), alla confluenza dei fiumi Colapis e Sava in Pannonia. L'anno seguente, il solo Metello condusse una campagna militare vittoriosa contro i Delmatae, tanto da meritarsi il trionfo ed il Cognomina ex virtute di Delmaticus. Appiano aggiunge che, «sebbene [i Dalmati] fossero stati colpevoli di alcuni reati, poiché [Metello] desiderava un trionfo, fu ricevuto come un amico e svernò fra loro presso la città di Salona. Quando in seguito fece ritorno a Roma, ottenne il trionfo».
115 a.C.
il console Marco Emilio Scauro, operò in Gallia cisalpina sia contro i Liguri ad ovest, sia contro i Carni ed i Taurisci ad est, utilizzando in questo secondo caso Aquileia, come "quartier generale".
113 a.C.
il console Gneo Papirio Carbone fu inviato a fronteggiare un'invasione di genti germanico-celtiche (tra cui i Cimbri), le quali erano penetrate nell'Illirico e poi nel Norico. Carbone, a capo di un esercito che aveva come quartier generale Aquileia, fu però sconfitto presso Noreia.
112-111 a.C.
Il console del 112 a.C., Marco Livio Druso, avanzò in Tracia dove ottenne alcuni successi contro gli Scordisci. L'anno successivo, una volta prolungatogli il mandato come proconsole, riuscì a battere nuovamente questa popolazione, che Tito Livio sostiene fosse originaria della Gallia.
78-76 a.C.
Il proconsole dell'illirico, un certo Gaio Cosconio, combatté i Delmatae per almeno un paio d'anni (fino al 76 a.C.). La guerra terminò con la presa di Salona, che divenne una base permanente in mano ai Romani, tanto che dopo venticinque anni qui vi venne inviata una colonia romana. Vent'anni più tardi venivano inviati cittadini romani in questa stessa città. Narona era invece utilizzata come base militari per le spedizioni verso l'entroterra dalmata.

### Da Cesare ad Ottaviano (59 - 31 a.C.)
59 a.C.

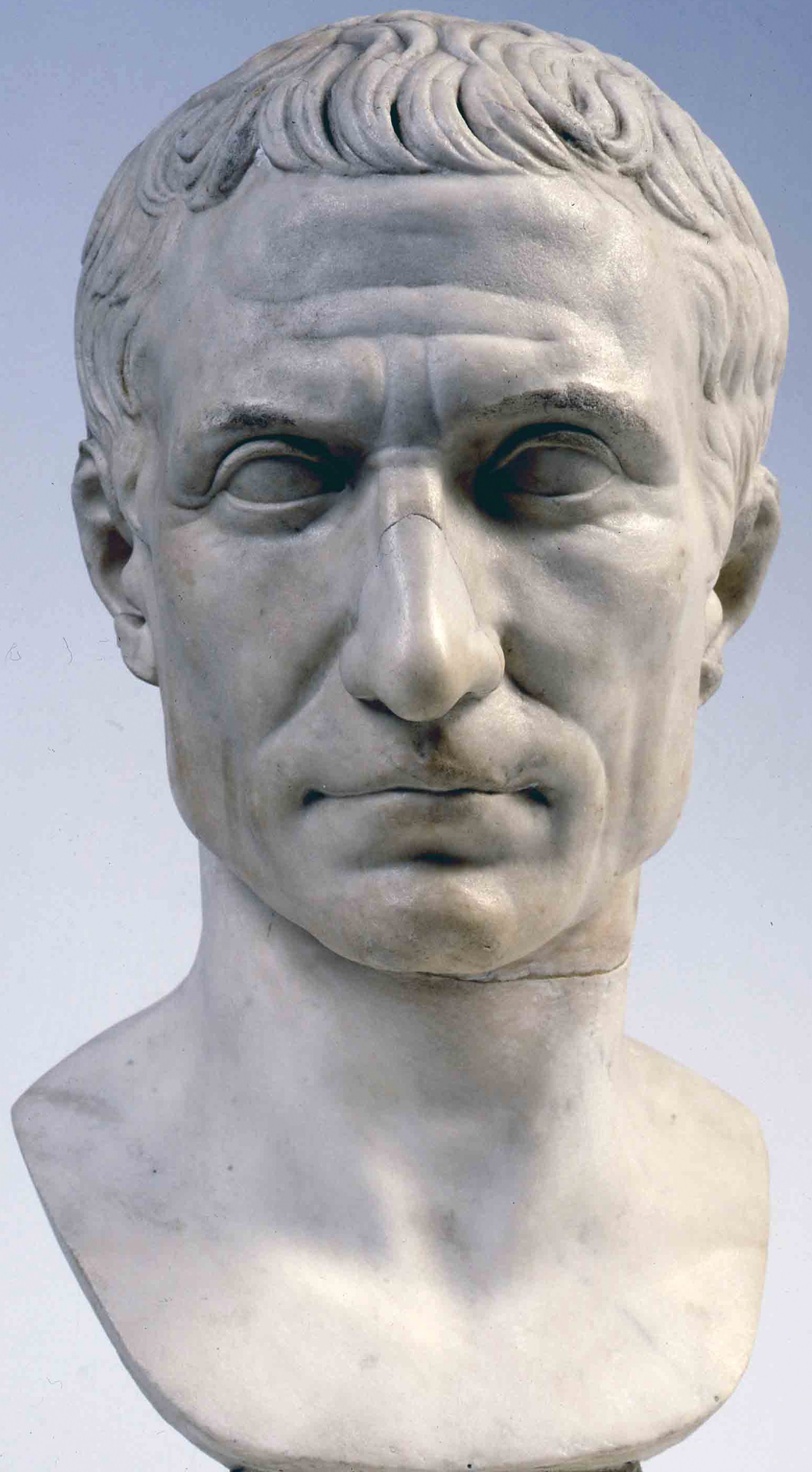
Busto di Gaio Giulio Cesare, proconsole dell'Illirico dal 58 al 49 a.C. (Musei Vaticani)

Durante il suo consolato (59 a.C.), Gaio Giulio Cesare, ottenne grazie all'appoggio degli altri triumviri, Pompeo e Crasso, il proconsolato delle province della Gallia cisalpina e dell'Illirico, in base a sua scelta personale, per ben cinque anni (Lex Vatinia del 1º marzo), insieme al comando di un esercito composto da tre legioni. Poco dopo un senatoconsulto aggiunse anche la provincia della Gallia Narbonense, il cui proconsole era morto all'improvviso, e il comando della X legione. Wilkes sostiene che i territori dell'Illirico di questo periodo fossero di norma affidati al proconsole della Gallia cisalpina e che per quest'ultimo era prassi normale avere interessi anche sulla sponda orientale dell'Adriatico.
58 a.C.
Il fatto che a Cesare sia stata assegnata inizialmente la provincia dell'Illirico come parte del suo imperium, e che all'inizio del 58 a.C. ben tre legioni fossero state dislocate ad Aquileia, potrebbe indicare che egli intendesse cercare proprio in quest'area gloria e ricchezze con cui accrescere il suo potere e la sua influenza militare e politica. Cesare aveva infatti bisogno di importanti vittorie militari così da costruirsi un suo potere personale con il quale controbilanciare quello che Pompeo si era costruito con le vittorie ottenute in Oriente. A tal fine progettava probabilmente una campagna oltre le Alpi Carniche fin sul Danubio, sfruttando la crescente minaccia delle tribù della Dacia (corrispondente grosso modo all'odierna Romania), che si erano riunite sotto la guida di Burebista, il quale aveva poi guidato il suo popolo alla conquista dei territori dislocati ad ovest del fiume Tibisco, oltrepassando il Danubio e sottomettendo l'intera area su cui si estende l'attuale pianura ungherese, ma soprattutto avvicinandosi pericolosamente all'Illirico romano e all'Italia. Le sue armate si erano però fermate all'improvviso, forse per il timore di un possibile intervento diretto di Roma nell'area balcano-carpatica. Così, invece di continuare nella sua marcia verso occidente, Burebista era tornato nelle sue basi in Transilvania, rivolgendo poi le proprie mire ad Oriente: attaccò i Bastarni e infine assediò e distrusse l'antica colonia greca di Olbia (nei pressi dell'attuale Odessa).
57-54 a.C.
Gaio Giulio Cesare avrebbe voluto intraprendere una campagna contro le popolazioni illiriche a sud del "quartier generale" di Aquileia, ma nuove sollevazioni in Gallia lo costrinsero a tornare nel paese dei Celti. Sappiamo, infatti, di un nuovo soggiorno di Cesare ad Aquileia nell'inverno del 57-56 a.C. e di operazioni militari/diplomatiche condotte dallo stesso proconsole nei pressi di Salona attorno al 3 marzo del 56 a.C., come pure nel 54 a.C. contro il popolo dei Pirusti che abitavano l'Illirico meridionale.
50 a.C.
Appiano di Alessandria racconta che quando Cesare era ancora proconsole della Gallia, alcune popolazioni illiriche tra i Delmatae, che si trovavano in una condizione molto prospera, occuparono la città di Promona dei Liburni, i quali a loro volta chiesero l'aiuto dei Romani e dello stesso Cesare. Il proconsole delle Gallie e dell'Illirico inviò degli ambasciatori affinché la città di Promona fosse restituita ai Liburni. Ottenendone un netto rifiuto, inviò contro di loro un forte distaccamento del suo esercito, che purtroppo venne totalmente distrutto dagli Illiri. Cesare non fu, però, in grado di intervenire nuovamente, poiché non poteva permettersi di intraprendere una nuova guerra, visto che le sue più grandi preoccupazioni erano rivolte a Roma, contro la fazione ostile degli optimates capeggiati da Catone e Pompeo. Una nuova guerra civile era ormai alle porte.
49 a.C.
Allo scoppio della guerra civile, Gaio Antonio, fratello di Marco Antonio, si trovava nell'Illyricum settentrionale, sull'isola di Curicta (Veglia), con due legioni. Era coadiuvato da Publio Cornelio Dolabella, a cui Cesare aveva affidato una flotta di 40 navi, prima di partire per la Spagna. Dolabella ebbe scarsa fortuna e si ritrovò bloccato nel golfo del Quarnaro dalla flotta pompeiana, comandata da Marco Ottavio e Lucio Scribonio Libone, tanto che anche il tentativo di aiutarlo da parte di Gaio Antonio si rivelò del tutto inutile. Antonio fu infatti circondato e catturato, mentre le sue navi furono requisite dal nemico. Questa vittoria diede ai Pompeiani la supremazia sull'Adriatico, che Ottavio iniziò a sfruttare, attaccando i porti delle città rimase fedeli a Cesare. Mosse quindi contro la città di Salona, che resistette validamente, anche grazie al supporto degli schiavi che furono liberati e delle donne che combatterono al pari degli uomini. La città di Issa costituiva, invece, il quartier generale dei Pompeiani nella regione, almeno fino a quando nel 47 a.C. non furono sconfitti da Publio Vatinio. Questo insuccesso costrinse però Ottavio a ripiegare con la flotta su Dyrrachium, peraltro dopo aver fallito di impossessarsi di altri insediamenti lungo la costa.
48-47 a.C.

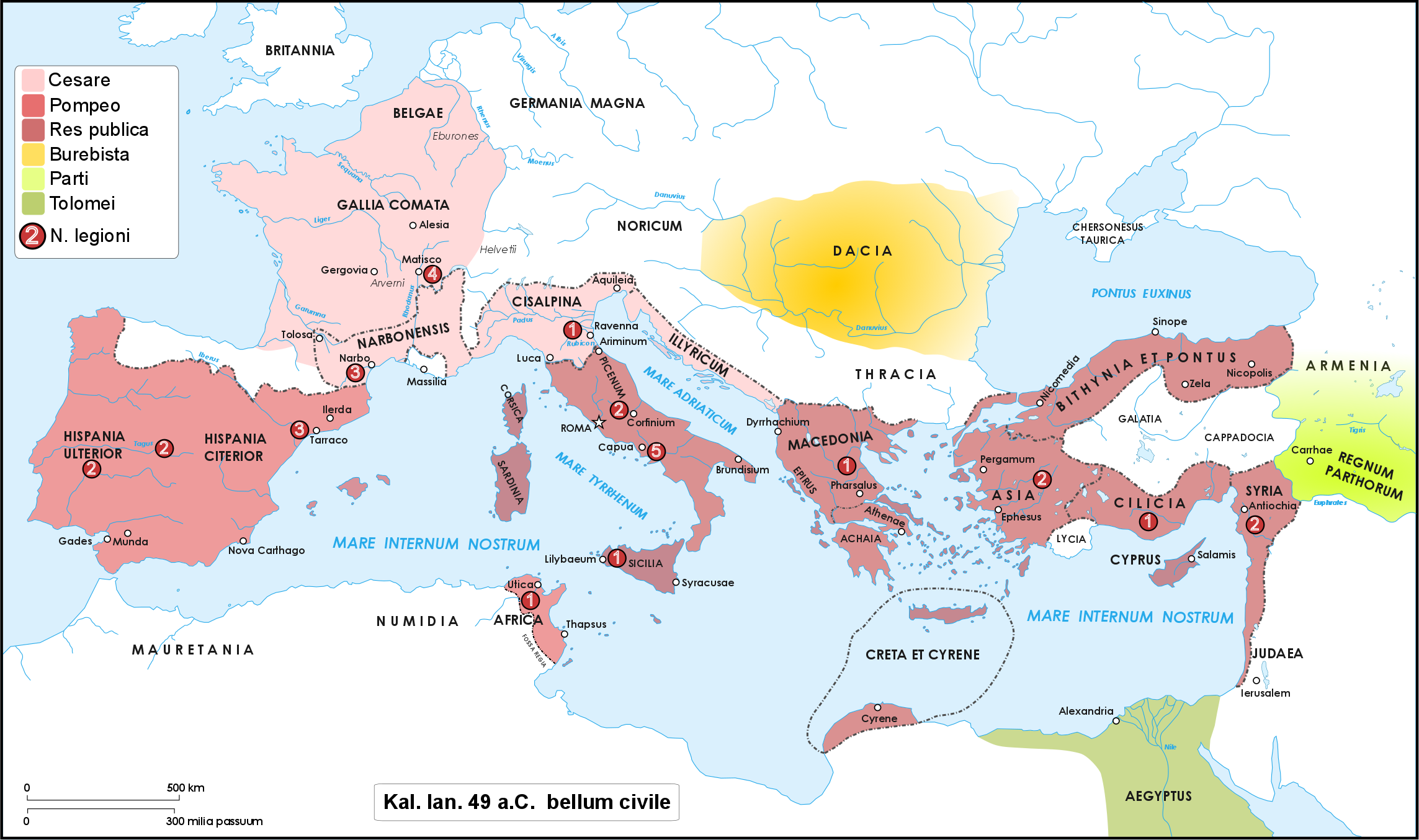
Il mondo romano allo scoppio della guerra civile (1º gennaio 49 a.C.), oltre al vicino regno del re dace Burebista, che aveva occupato parte dei territori di Mesia e Pannonia a sud del Danubio.

Dopo la vittoria di Cesare su Pompeo a Farsalo (9 agosto del 48 a.C.), i Pompeiani, guidati da Marco Ottavio, utilizzarono l'Illirico per riprendere a compiere nuove azioni militari contro i Cesariani. Fu così che, per contrastare l'avanzata dei Pompeiani e contemporaneamente quella dei Delmatae, Cesare inviò contro di loro, due legioni (o forse tre, che potrebbero essere state la XXXIII, la XXXIV e la XXXV) sotto il comando di un certo Q. Cornifico come questor pro praetore. Quest'ultimo riuscì a battere i Liburni della zona di Iader in uno scontro navale. Era evidente che nell'area fossero necessari dei rinforzi. Fu così che Cesare inviò un ex-partigiano di Pompeo, Aulo Gabinio, a capo di quindici coorti (delle legioni XXXI e XXXII) e tremila cavalieri, il quale si incamminò via terra girando intorno all'Adriatico, cosa mai accaduta prima d'allora. Gabinio, dopo essere penetrato nel territorio dei Delmatae, lungo il fiume Cigola (Čikola) nei pressi di Synodion, subiva una dura sconfitta, perdendo cinque delle sue coorti e i rispettivi vexilla. Non demordeva però continuando la sua avanzata fino a raggiungere Salona nell'inverno del 48-47 a.C.. La campagna militare continuò all'inizio dell'anno successivo (47 a.C.), soffrendo di numerose altre perdite da parte romana, tra cui 4 tribuni, 38 centurioni e 2.000 legionari. Appiano sostiene che gli Illiri, temendo di essere puniti da Cesare per quello che avevano fatto qualche anno prima e ritenendo che una sua vittoria nella guerra civile avrebbe portato alla loro totale distruzione, attaccarono e distrussero buona parte di quell'esercito romano che era penetrato nei loro territori, ad eccezione di Gabinio e di pochi sopravvissuti. Tra il bottino catturato vi fu una grande quantità di denaro e materiale bellico. Gabinio, all'inizio dell'anno, morì dopo una lunga malattia, tanto che i Pompeiani si prepararono a contrattaccare, focalizzando le loro forze sul secondo comandante cesariano, Q. Cornificio, ora isolato al sud. Quest'ultimo lanciò allora un'accorata richiesta di aiuto alle armate cesariane che si trovavano nella Gallia cisalpina e a Publio Vatinio che si trovava a Brundisium. Vatinio fece costruire una flotta di fortuna e attraversò l'Adriatico nella primavera del 47 a.C. In quel momento Marco Ottavio si era diretto contro la principale roccaforte cesariana di Cornificio a Epidaurum. Grazie al sopraggiungere di altre navi cesariane dalla vicina Acaia, Vatinio riuscì a sconfiggere una flotta pompeiana in un piccolo canale vicino all'isola di Tauris (Giuppana), a nord di Ragusa. Ottavio fu costretto così a ritirarsi ad Issa e poi ad abbandonare l'Adriatico per continuare la guerra in altre aree del Mediterraneo. Ciò permise a Vatinio di far ritorno in Italia e ottenere il consolato sul finire del 47 a.C., mentre Cornificio venne inviato l'anno successivo in Cilicia.
46-45 a.C.
Con la primavera di quest'anno, Cornificio venne sostituito da un nuovo governatore dell'Illirico, Publio Sulpicio Rufo, il quale sembra si sia scontrato contro i Delmatae durante il suo mandato, ottenendo il titolo di imperator e l'approvazione dal Senato romano per una supplicatio. Frattanto Cesare, dopo la morte di Pompeo e dopo aver annientato numerosi eserciti della fazione avversa, fece ritorno a Roma e programmò di intraprendere una guerra contro i Geti (intesi come i Daci) e contro i Parti. Gli Illiri iniziarono a temere di essere attaccati da un momento con l'altro, trovandosi lungo la strada che conduceva al cuore del regno dace di Burebista. Decisero, pertanto, di inviare ambasciatori a Roma per implorare il perdono del dittatore romano per quello che avevano fatto in passato, e di offrire loro amicizia e alleanza, sostenendo di essere un popolo estremamente coraggioso. Cesare, che stava preparando la spedizione contro i Parti, rispose loro che li avrebbe perdonati e avrebbe accettato la loro amicizia, a condizione si fossero assoggettati a versare un tributo a Roma ed a consegnargli degli ostaggi. Acconsentendo a tali sue richieste, Cesare decise di inviare con loro un nuovo proconsole dell'Illirico, Publio Vatinio, al comando di tre legioni e di un forte contingente di cavalleria, per imporre il tributo pattuito e per ricevere gli ostaggi convenuti (primavera del 45 a.C.). Vatinio, facendo di Narona il suo quartier generale, si mise in marcia ed occupò sei, degli almeno sessanta, oppida del nemico, anche se l'inverno era ormai alle porte, e lo costrinse a ritirarsi prima della vittoria finale. Sconfisse, quindi, l'esercito pompeiano guidato da Marco Ottavio, vittoria per cui ricevette una ovatio.
44-43 a.C.
Quando Cesare fu ucciso, i Dalmati tornarono a ribellarsi, pensando che il potere romano risiedesse nel dittatore appena morto, e si opposero al pagamento del tributo a Vatinio. Quest'ultimo, sebbene avesse tentato di usare la forza contro di loro, fu attaccato e subì la distruzione di ben cinque delle sue coorti e la morte dell'ufficiale che le comandava, un certo Bebio dell'ordine senatorio. Vatinio, visto l'insuccesso della sua azione militare e conscio di essere rimasto ormai isolato, preferì ritirarsi nella città di Epidamno dove sembra rimase fino al termine del 44 a.C. o forse fino agli inizi del 43 a.C. Contemporaneamente il senato di Roma stabilì di trasferire il suo esercito, insieme alla provincia della Macedonia e dell'Illirico al cesaricida Marco Giunio Bruto, assegnando allo stesso tempo a Gaio Cassio Longino la Siria. Vatinio fu, quindi, costretto a ripiegare su Dyrrhachium, che si trovava in Macedonia, dove l'allora governatore, Gaio Antonio, fratello di Marco, era anch'egli in grave difficoltà sotto l'attacco di Bruto. Gran parte delle forze di Vatinio defezionarono e si schierarono dalla parte di Bruto, che strinse poi d'assedio Gaio Antonio ad Apollonia. Il fatto però di doversi difendere dalle armate dei triumviri, Marco Antonio e Ottaviano, che volevano vendicare la morte di Cesare e che stavano raccogliendo le forze necessarie per lo scontro decisivo, avvenuto poi a Filippi, non permise ai Romani di occuparsi dei ribelli Illiri, sebbene a Vatinio venne concesso il trionfo de Illyrico il 31 luglio del 42 a.C..
40 a.C.
Con la disfatta degli uccisori di Cesare e la creazione di un nuovo e secondo triumvirato, Ottaviano ed Antonio si divisero l'area Illirica con il patto di Brindisi. Ad Ottaviano toccava la parte settentrionale con l'intero Occidente romano (a parte l'Africa proconsolare, lasciata a Marco Emilio Lepido), ad Antonio quella meridionale insieme alla Macedonia ed a tutto l'Oriente romano. La linea di demarcazione fu posta dove si trovava la vecchia capitale illirica di Scodra.
39 a.C.
Gaio Asinio Pollione, a cui Antonio aveva affidato il governo della provincia di Macedonia come proconsole, penetrava nel territorio dei Partini, conducendo una campagna militare che portò i Romani alla vittoria finale nella zona attorno a Dyrrachium, tanto da meritargli un trionfo il 28 ottobre dello stesso 39 a.C.. Wilkies sostiene che queste operazioni siano state di breve durata e condotte per tenere attive le legioni, al posto di lasciarle passive nei loro quartieri invernali, oltre a voler punire l'alleanza che i Partini avevano in passato concluso con il cesaricida Bruto. Secondo invece altri scrittori latini, le operazioni furono condotte contro i Delmatae e alla fine della guerra vennero loro confiscate armi, greggi, terre e Pollione ottenne il titolo vittorioso di Delmaticus. Peraltro il Wilkes non crede che Pollione possa aver combattuto contro i Delmatae, in quanto si trovavano troppo lontani dalla provincia di Macedonia, appartenente alla sfera di influenza di Marco Antonio; molto più vicino era l'Illirico, di pertinenza di Ottaviano.
35-33 a.C.
Se gli Iapodi, nella parte settentrionale dell'Illirico, avevano compiuto numerose incursioni contro Tergeste ed Aquileia negli ultimi anni, mentre la colonia di Pola era stata distrutta pochi anni prima, i pirati Liburni infestavano l'Adriatico ed i Dalmati erano ancora indipendenti e pericolosi. Questa situazione costrinse Ottaviano, ormai padrone incontrastato del Mondo romano occidentale, ad intraprendere di persona una serie di campagne nella zona ad est di Aquileia in direzione del fiume Sava in Pannonia. L'obbiettivo principale era di spingersi fino alla roccaforte di Segesta, dai Romani chiamata Siscia (Sisak). Al termine di un triennio di campagne militari nell'Illirico, vennero fondate alcune colonie, come Iader, Narona, Salona (anche se non è da escudere siano state fondate al tempo di Cesare), oltre a Pietas Iulia (Pola) e Emona (Lubiana).

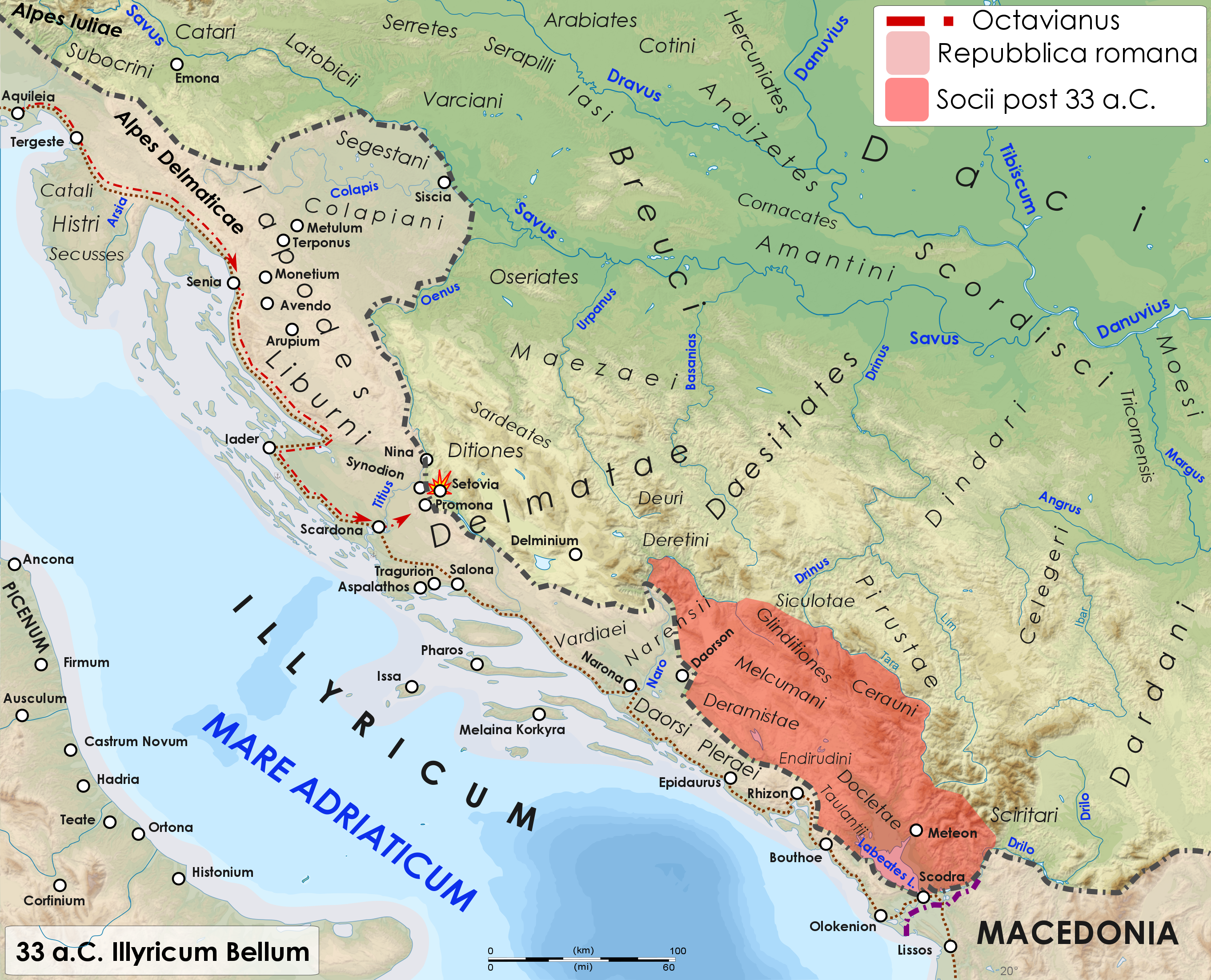
La terza ed ultima campagna militare di Ottaviano nell'Illyricum (33 a.C.). Evidenziati in rosso più vivace i territori dei Socii dei Romani al termine dell'anno.

### L'Illirico durante il principato di Augusto (30 a.C. - 8/9 d.C.)
In questo periodo la provincia dell'Illirico da provincia senatoria divenne provincia imperiale, passando così sotto il controllo diretto del princeps Augusto. Il governatore non era più un proconsole ma un legatus Augusti pro praetore.
16 a.C.
Il proconsole dell'Illirico, Publio Silio Nerva, riuscì a respingere nuovi attacchi in Istria di alcune tribù della vicina Pannonia e Norico, tra cui i Taurisci, e occupare i territori del Norico meridionale. Sottomise anche altre popolazioni limitrofe alla Gallia cisalpina come i Camuni, i Venni ed i Triumplini.
13 a.C.
Il progetto di Augusto venne portato a termine vent'anni più tardi, una volta divenuto padrone incontrastato del mondo romano. Egli voleva sottomettere l'intera area compresa tra l'Adriatico, il fiume Drava e le terre dei Dardani e dei Mesi. La campagna cominciò nel 13 a.C., ma la scomparsa prematura di Agrippa, lasciò il nuovo compito nelle mani del figliastro del Princeps: Tiberio Claudio Nerone. Egli condusse gli eserciti romani per 4 anni contro le popolazioni di Dalmati e Breuci, avvalendosi anche dell'aiuto di validi generali come Marco Vinicio e Lucio Calpurnio Pisone in Tracia.
12 a.C.
Tiberio sottomise i pannoni Breuci, grazie all'alleanza della potente tribù celtica (sottomessa l'anno precedente) degli Scordisci. Per questi successi gli furono decretati gli ornamenta triumphalia.
11 a.C.
Ancora Tiberio fu impegnato prima con i Dalmati, che si erano ribellati, e poco dopo ancora contro i Pannoni che avevano approfittato della sua assenza, impegnando Tiberio contemporaneamente su due fronti. Al termine di questa campagna l'intera area della futura provincia di Dalmazia era sotto il controllo romano.
10 a.C.
Ci fu un'invasione di Daci a sud del Danubio, con loro gravi razzie nei territori di Pannoni e Dalmati. Fornendo loro ril pretesto per ribellarsi nuovamente, anche a causa dei tributi troppo elevati. Tiberio, che si era recato in Gallia insieme al patrigno Augusto, fu costretto a tornare sul teatro delle operazioni, per affrontare e battere nuovamente le popolazioni illiriche.
9 a.C.
Quest'anno Tiberio lo dedicò alla riorganizzazione della nuova provincia dell'Illirico. E sembra che nel corso di quest'anno o negli anni successivi, l'allora governatore dell'Illirico, Marco Vinicio (come riporta un'iscrizione trovata a Tuscolo, vicino a Frascati):
( AE 1895, 122 )
6-9 d.C.
Tutto veniva messo in discussione con lo scoppio di una rivolta presso tutte le genti pannoniche e della Dalmazia. Le campagne che si susseguirono durarono 4 anni, con l'impiego di non meno di 70.000/80.000 soldati romani. La rivolta fu infine soffocata nel sangue dopo quasi quattro anni di dure campagne militari.

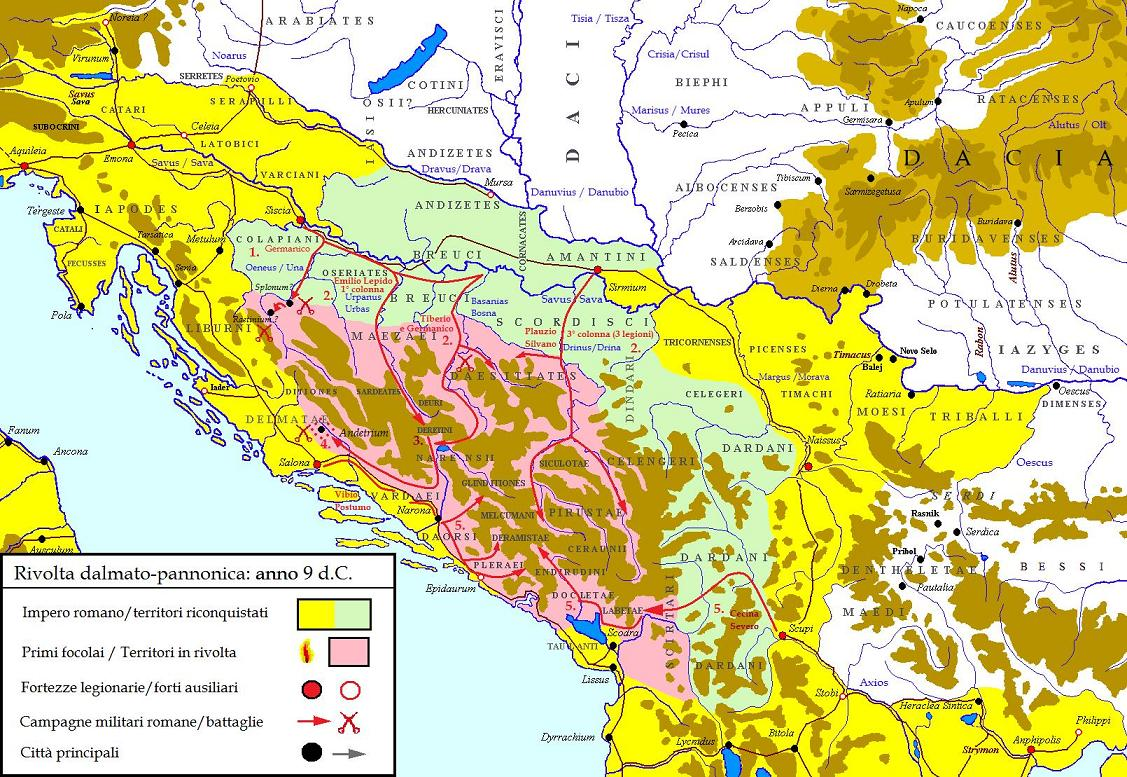
Le ultime fasi della riconquista dell'area Illirica sotto l'alto comando di Tiberio, prima della divisione in due nuove province: Dalmazia e Pannonia, avvenuta probabilmente tra l'8 ed il 20 d.C..

### Creazione delle province di Dalmazia e Pannonia (8/9 - 14/20 d.C.)
Al termine della rivolta dalmato-pannonica, o più probabilmente un decennio più tardi, sotto il principato di Tiberio, l'area dell'Illirico romano era divisa in due nuove province:
- la Dalmazia o Illyricum Superior;
- la Pannonia o Illyricum Inferior (in seguito diviso a sua volta in Superior ed Inferior).

Precedentemente la nuova provincia di Mesia era stata scorporata, forse inizialmente solo come distretto militare, dalla vicina provincia di Macedonia, (in seguito divisa in Superior ed Inferior).
I Romani, memori della recente fatica per riportare l'intera area sotto il loro dominio, decisero di lasciare a guardia della nuova provincia due legioni (la Legio XI a Burnum e la VII a Tilurium) anche come "riserva strategica" a ridosso del limes danubiano, oltre a fondare numerose colonie.
Si provvedette alla costruzione di nuovi acquedotti, strade ed opere civili in generale (compresa la ristrutturazione della Via Egnatia, che da Durazzo, conduceva a Bisanzio, la futura Costantinopoli). Importanti giacimenti di rame, argilla e soprattutto di argento erano controllati da unità militari ausiliarie contro le scorrerie dei predoni montanari della zona. Le esportazioni principali erano vino, formaggio, olio e il pesce dal lago di Scutari e dal lago di Ocrida.
Un ambizioso progetto di costruzioni fu iniziato in Illirico dal legato Publio Cornelio Dolabella (il console del 10), quando i legionari furono impiegati nella costruzione di almeno quattro strade, alcune delle quali penetravano nell'interno, nel territorio dei Ditoni e dei Desiziati, contribuendo ad affrettare la pacificazione di queste regioni turbolente ed a collegarle con la vicina Mesia.
Per maggiori approfondimenti del periodo si rimanda alle voci: Dalmazia, Pannonia superiore e Pannonia inferiore. Ricordiamo inoltre che a partire da Claudio il Gotico (268-270), fino a Diocleziano (284-305), numerosi furono i cosiddetti Imperatori illirici, le cui origini erano di una regione assai vasta che comprendeva l'antica Illiria fino al tratto centrale del limes danubiano. La Historia Augusta ci tramanda che venne istituito, sicuramente al tempo dell'imperatore Valeriano (253-260), un comando militare che sovrintendeva a tutti gli eserciti delle province romane di Tracia, due Mesie, Dalmazia, due Pannonie e tre Dacie (dux totius Illyrici). Il primo comandante di questo prestigioso ufficio militare fu il futuro imperatore, Claudio il Gotico, che sembra fosse secondo solo all'imperatore stesso. Claudio esercitò questo comando per dieci anni a protezione del limes danubiano, contro la ormai devastante pressione dei Goti (dal 258 al 268 circa).

### Dalla riforma tetrarchica di Diocleziano all'Impero d'Oriente (286 - 395 d.C.)

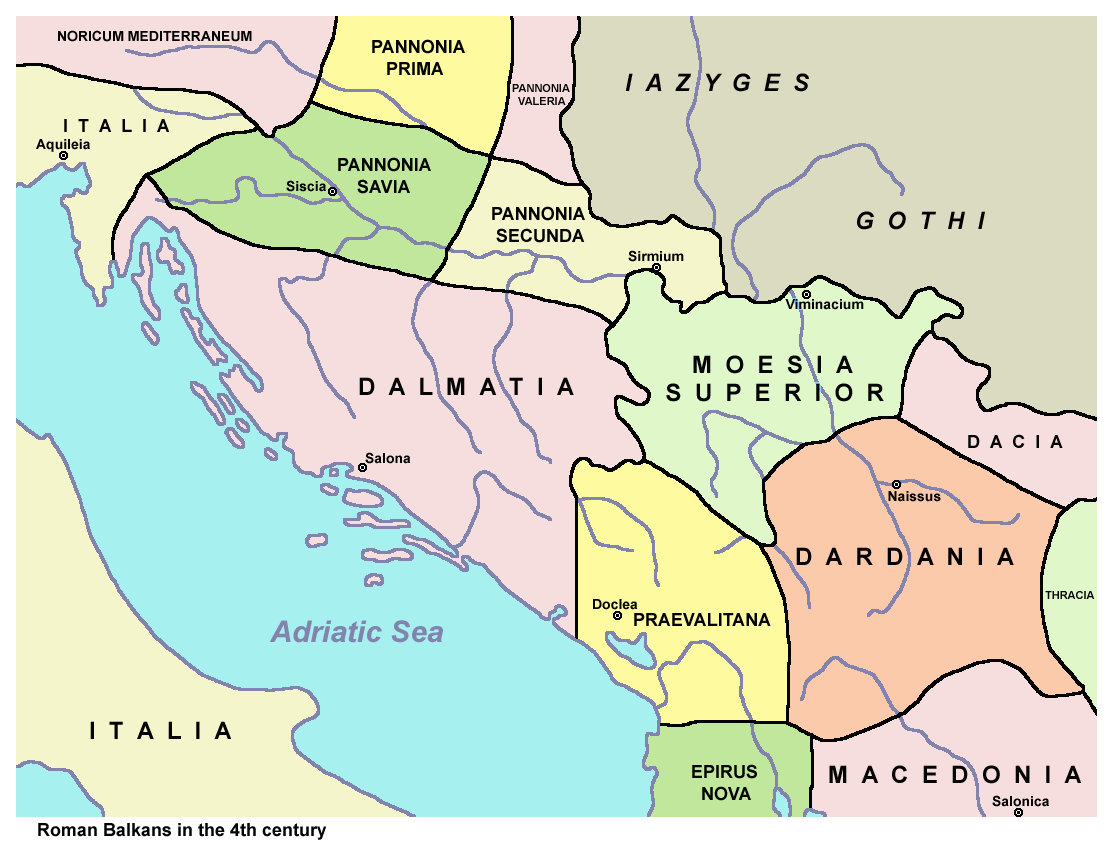
I territori della Prefettura del pretorio dell'Illirico nel IV secolo.

Con Diocleziano, imperatore illirico, (284-305) si provvedette alla ristrutturazione dell'Impero romano introducendo una serie di riforme istituzionali derivanti dalla precedente crisi del III secolo. L'imperatore Diocleziano rese famosa la Dalmazia costruendovi per sé un palazzo a pochi chilometri a sud di Salona, ad Aspalathos (Spalato).
La diocesi di Pannonia o dell'Illirico fu istituita nel 314 in seguito alle riforme provinciali di Diocleziano e Costantino. Faceva originariamente parte della Prefettura del pretorio d'Italia, e in seguito entrò a far parte della prefettura del pretorio dell'Illirico. Nel 337 con la morte di Costantino fu creata la Prefettura del pretorio dell'Illirico. Dopo la divisione di quest'ultima nel 379, entrò a far parte di nuovo nella Prefettura d'Italia con la denominazione di Diocesi d'Illirico.
La Diocesi di Pannonia era una delle due diocesi dell'Illirico romano a non essere di cultura greca (l'altra era la Dacia), ed entrò a far parte dell'Impero romano d'Occidente alla morte di Teodosio I nel 395. Nel 437 Galla Placidia, per ricompensare l'imperatore romano d'Oriente Teodosio II per aver messo sul trono occidentale il figlio di lei Valentiniano III, cedette l'estremità orientale della Pannonia II (con le città di Sirmio e Bassiana) all'Impero romano d'Oriente. Il resto della Pannonia era stato ceduto agli Unni da Ezio in cambio dell'appoggio militare degli Unni all'Impero in Gallia. La Pannonia II divenne così la tredicesima provincia dell'Illirico orientale e Sirmio divenne per qualche tempo la capitale della prefettura dell'Illirico (orientale), ma venne ceduta da Teodosio II agli Unni in seguito alle vittoriose campagne balcaniche di Attila del 441-442.
Secondo altri studiosi, tuttavia, tutto l'Illirico occidentale sarebbe stato ceduto all'Impero d'Oriente. Essi citano come prova:
- un passo delle Variae di Cassiodoro in cui viene affermato che Galla Placidia, perdendo l'Illirico, acquistò una nuora (Valentiniano III si sposò con la figlia di Teodosio II).
- un passo di Giordane che afferma che «Valentiniano III viaggiò da Roma a Costantinopoli per sposare Eudocia, figlia dell'Imperatore Teodosio, e, per ricompensare il suocero, cedette tutto l'Illirico» (Giordane, Romana, 139).
- Polemio Silvio nel 448 elenca tra le province dell'Illirico anche quelle dell'Illirico occidentale.
- il fatto che gli imperatori d'Oriente avessero concesso in Pannonia terre ai Goti, Unni, Gepidi e altri barbari, prova che la Pannonia apparteneva all'Oriente.
- nel panegirico di Sidonio Apollinare del 467, Roma si rivolge a Costantinopoli elencando tra le province in suo possesso la Sicilia, la Gallia e il Norico, ma non Dalmazia e Pannonia.

Tuttavia Procopio afferma che la Dalmazia era governata da uomini (come il comes Marcellino) dipendenti dall'Impero romano d'Occidente, e ciò contrasta con la cessione della Dalmazia all'Impero d'Oriente. Uno studioso (Wozniak) ha tentato di conciliare Procopio con le altre fonti sostenendo che la Dalmazia, pur appartenendo nominalmente all'Impero d'Oriente, de facto apparteneva a quello d'Occidente:
(Wozniak 1981:354-355. Citato in MacGeorge 2002, p. 37)
Comunque la Dalmazia, sebbene legata all'Occidente, mostrò, a partire dal 460 circa, tendenze scissioniste dal governo di Ravenna. Il comes di Dalmazia Marcellino infatti non riconobbe Libio Severo come nuovo imperatore d'Occidente, staccando la Dalmazia dall'Impero e governandola come una sorta di vero e proprio dominio personale. Successivamente un altro comes di Dalmazia, Giulio Nepote, era riuscito a diventare imperatore d'Occidente, anche se dopo solo un anno venne deposto e costretto a fuggire in Dalmazia, dove regnò fino al 480. La Dalmazia, insieme alla Gallia settentrionale, fu una delle due parti dell'Impero occidentale a soccombere alcuni anni dopo la deposizione dell'ultimo imperatore d'Occidente.
Nel Norico (che nonostante la presunta cessione all'Oriente, Sidonio Apollinare nel 467 la cita tra le province dell'Occidente) invece il crollo del gettito fiscale dell'Impero d'Occidente aveva causato una progressiva diminuzione delle truppe poste alla sua difesa, che spesso ricevevano con irregolarità la paga. Ciò espose la regione ai saccheggi e alle devastazioni dei Rugi e di altre popolazioni barbariche, come Eruli, Ostrogoti, Alamanni e Turingi. A un certo punto - tra il 460 e il 470 - l'Impero cessò di pagare le truppe della regione del tutto, ma ciò non lasciò il Norico esposto completamente senza difese alle incursioni dei Barbari. Infatti i soldati del posto, essendo motivati a difendere la propria famiglia e i propri possedimenti dalle incursioni, continuarono a difendere le guarnigioni dai Barbari, portando alla formazione di vere e proprie milizie cittadine, che però, anche se riuscirono a ritardarla, non riuscirono a evitare la caduta del Norico in mano ai Rugi.
Il Re ostrogoto d'Italia Teodorico il Grande conquistò la Pannonia agli inizi del VI secolo, e potrebbe aver rifondato la diocesi.

## Difesa ed esercito

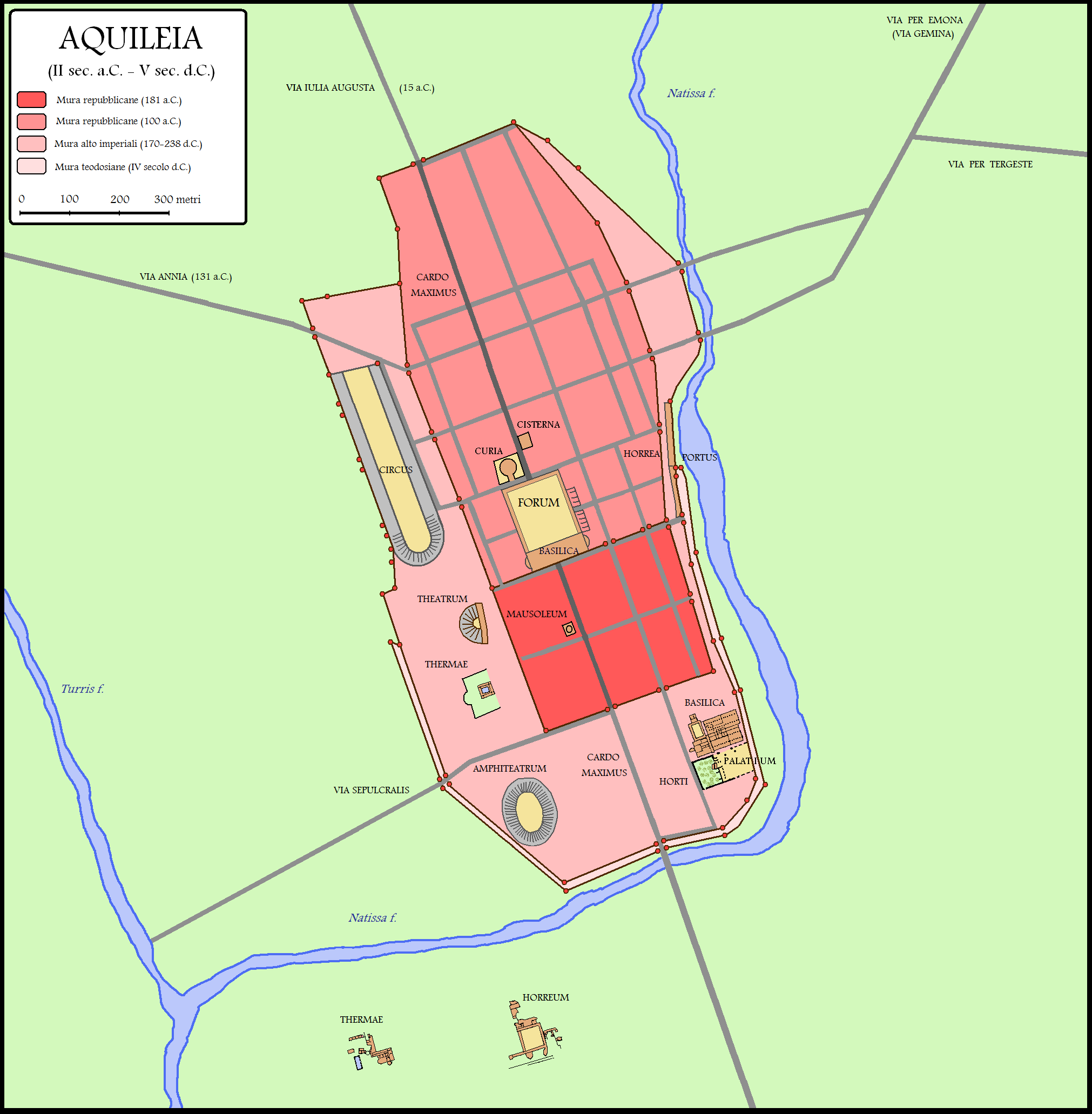
Mappa dell'antica città romana di Aquileia, sede militare romana per almeno due secoli, fino alla grande rivolta dalmato-pannonica del 6-9 d.C..

Il fatto che a Cesare sia stata assegnata inizialmente la provincia dell'Illirico come parte del suo imperium, e che all'inizio del 58 a.C. ben tre legioni fossero state dislocate ad Aquileia (la VII, l'VIII e la IX), potrebbe indicare che egli intendesse cercare proprio in quest'area gloria e ricchezze con cui accrescere il suo potere e la sua influenza militare e politica. Cesare aveva infatti bisogno di importanti vittorie militari così da costruirsi un suo potere personale con il quale controbilanciare quello che Pompeo si era costruito con le vittorie ottenute in Oriente. A tal fine progettava probabilmente una campagna oltre le Alpi Carniche fin sul Danubio, sfruttando la crescente minaccia delle tribù della Dacia (corrispondente grosso modo all'odierna Romania), che si erano riunite sotto la guida di Burebista, il quale aveva poi guidato il suo popolo alla conquista dei territori dislocati ad ovest del fiume Tibisco, oltrepassando il Danubio e sottomettendo l'intera area su cui si estende l'attuale pianura ungherese, ma soprattutto avvicinandosi pericolosamente all'Illirico romano e all'Italia. Le sue armate si erano però fermate all'improvviso, forse per il timore di un possibile intervento diretto di Roma nell'area balcano-carpatica. Così, invece di continuare nella sua marcia verso occidente, Burebista era tornato nelle sue basi in Transilvania, rivolgendo poi le proprie mire ad Oriente: attaccò i Bastarni e infine assediò e distrusse l'antica colonia greca di Olbia (nei pressi dell'attuale Odessa).
L'occupazione romana dell'Illirico fece di Burnum (l'attuale Chistagne), un sito militare fin dalla fine del I secolo a.C., con la costruzione di un grande castrum destinato ad ospitare almeno una delle legioni impegnate in quest'area, come ci racconta Plinio il vecchio. Già alla fine delle campagne illiriche di Ottaviano (35-33 a.C.) qui è attestata la Legio XX Valeria Victrix. Intorno al 10 d.C. questa legione lasciò il presidio dalmata per passare in Germania e fu rimpiazzata dalla  Legio XI.
Ottaviano era, inoltre, deciso ad occupare l'alta valle del fiume Sava. Si racconta che l'esercito mosse (nel 35 a.C.) da Senia, lungo il fiume Kupa, occupando prima e non senza difficoltà, la fortezza di Terponus degli Arupini, poi quella di Metulum (l'attuale Cakovac vicino a Josipdol-Ogulin), capitale degli Iapodi. E mentre un contingente fu lasciato nella capitale, il grosso dell'esercito proseguiva, seguendo l'alta valle della Kupa in direzione di Segesta o Segestica, capitale dei Segestani e futura Siscia. Questa località, di importanza strategica fondamentale per un'avanzata verso est, cadde dopo 30 giorni di duro assedio. Una volta conquistata questa importante roccaforte, Ottaviano vi lasciò 25 coorti agli ordini di Gaio Fufio Gemino, e tornò a Roma. Al termine di tra duri anni di campagne militari nell'area, Ottaviano lasciò, sembra in modo permanente, a presidio di Emona e Siscia, un paio di guarnigioni legionarie.
E ancora, la legione VII fu posizionata a Tilurium al termine della grande rivolta, prima della divisione dell'Illirico in Venetia et Histria, Dalmazia e Pannonia.
Bigeste (Ljubuški, poco a nord-ovest di Narona), forte militare ausiliario dove soggiornò la Cohors equitata I Belgarum, o la Cohors I Bracaraugustorum o la Cohors VIII Voluntariorum o la Cohors III Alpinorum. o la Cohors I Lucensium.

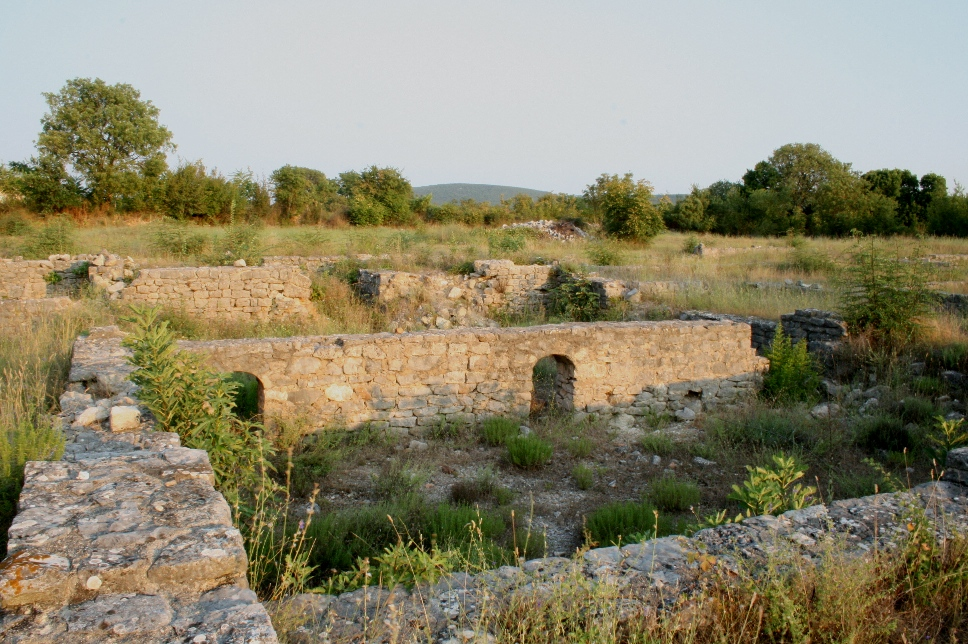
Il praetorium di Bigeste.
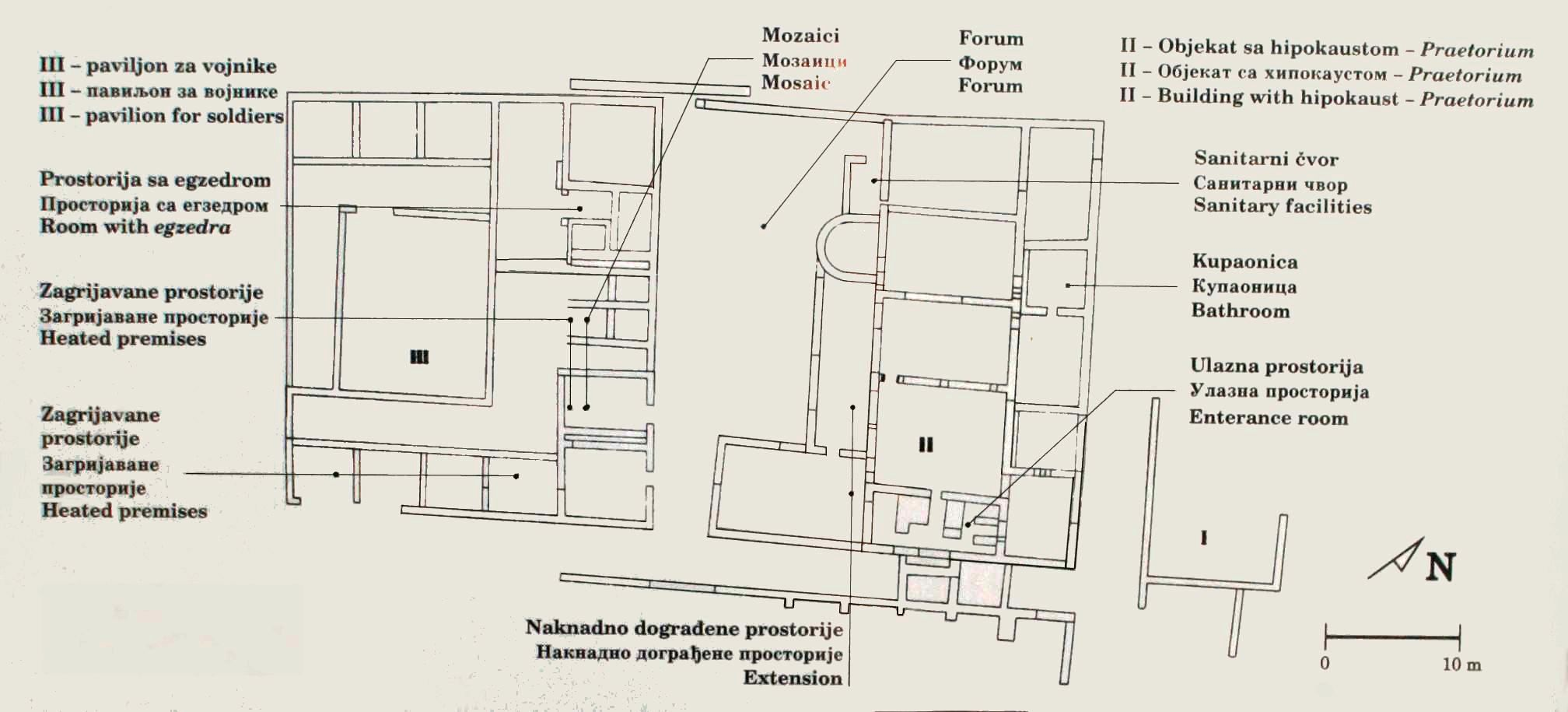
Mappa di Bigeste.

## Geografia politica ed economica

### Maggiori centri provinciali
Le città principali erano:
- Dyrrachium (Durazzo), fu teatro dello scontro nel luglio del 48 a.C. tra Cesare e Pompeo durante la prima parte della guerra civile in una iniziale guerra di posizione. Da qui iniziava la Via Egnatia (costruita a partire dal 146 a.C.), strada di fondamentale importanza strategica di tutto il settore dei Balcani.

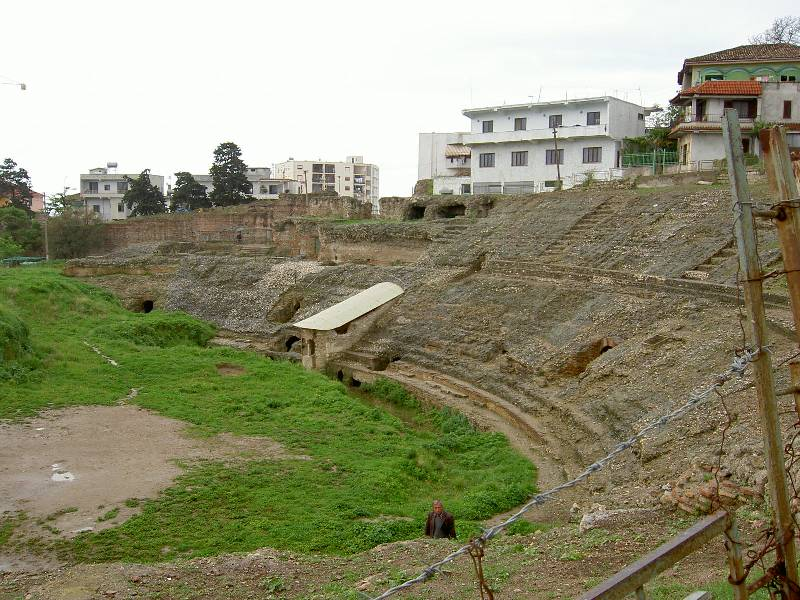
Anfieteatro a Durazzo.
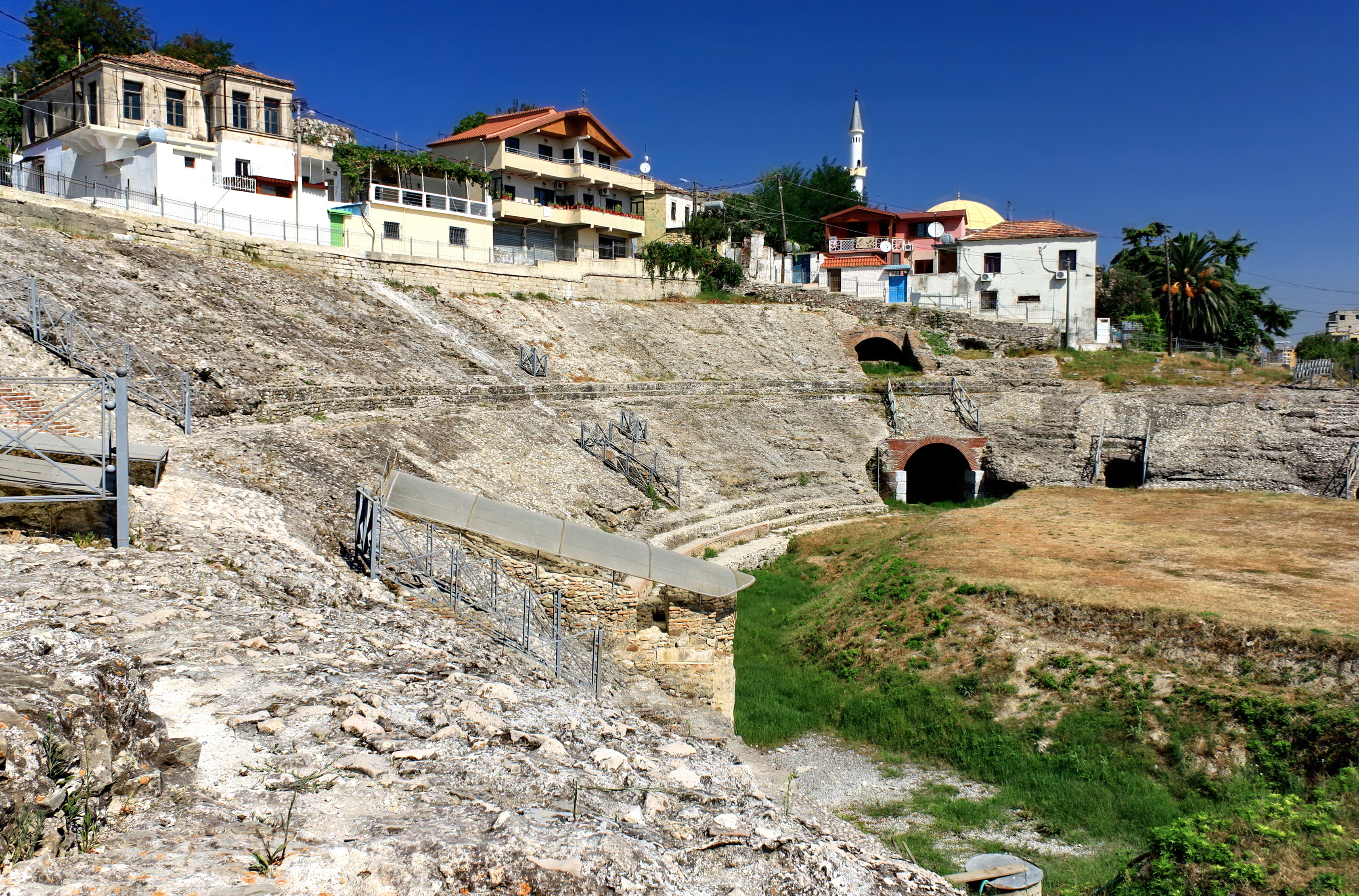
Anfiteatro a Durazzo (2).
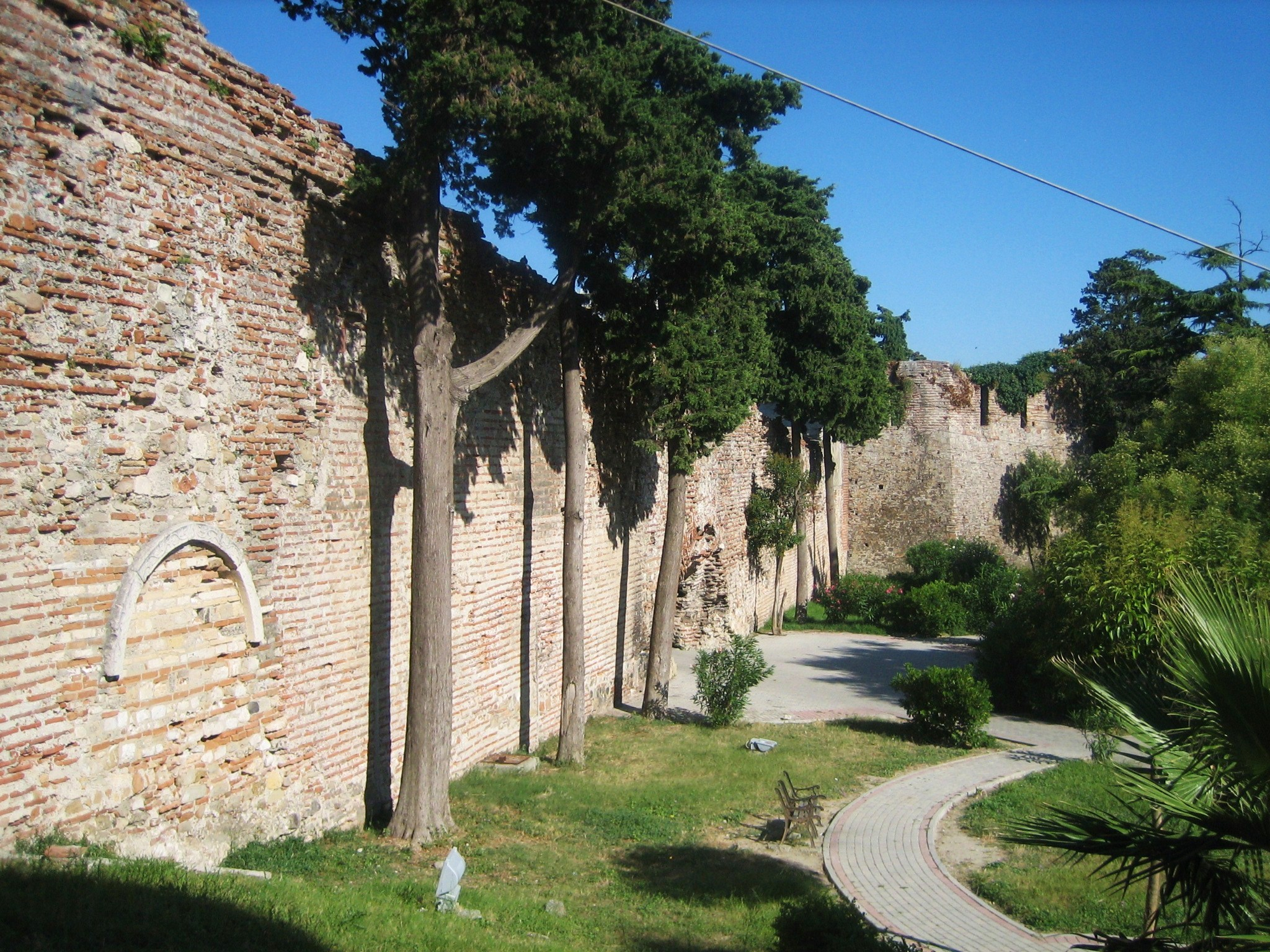
Mura romane.
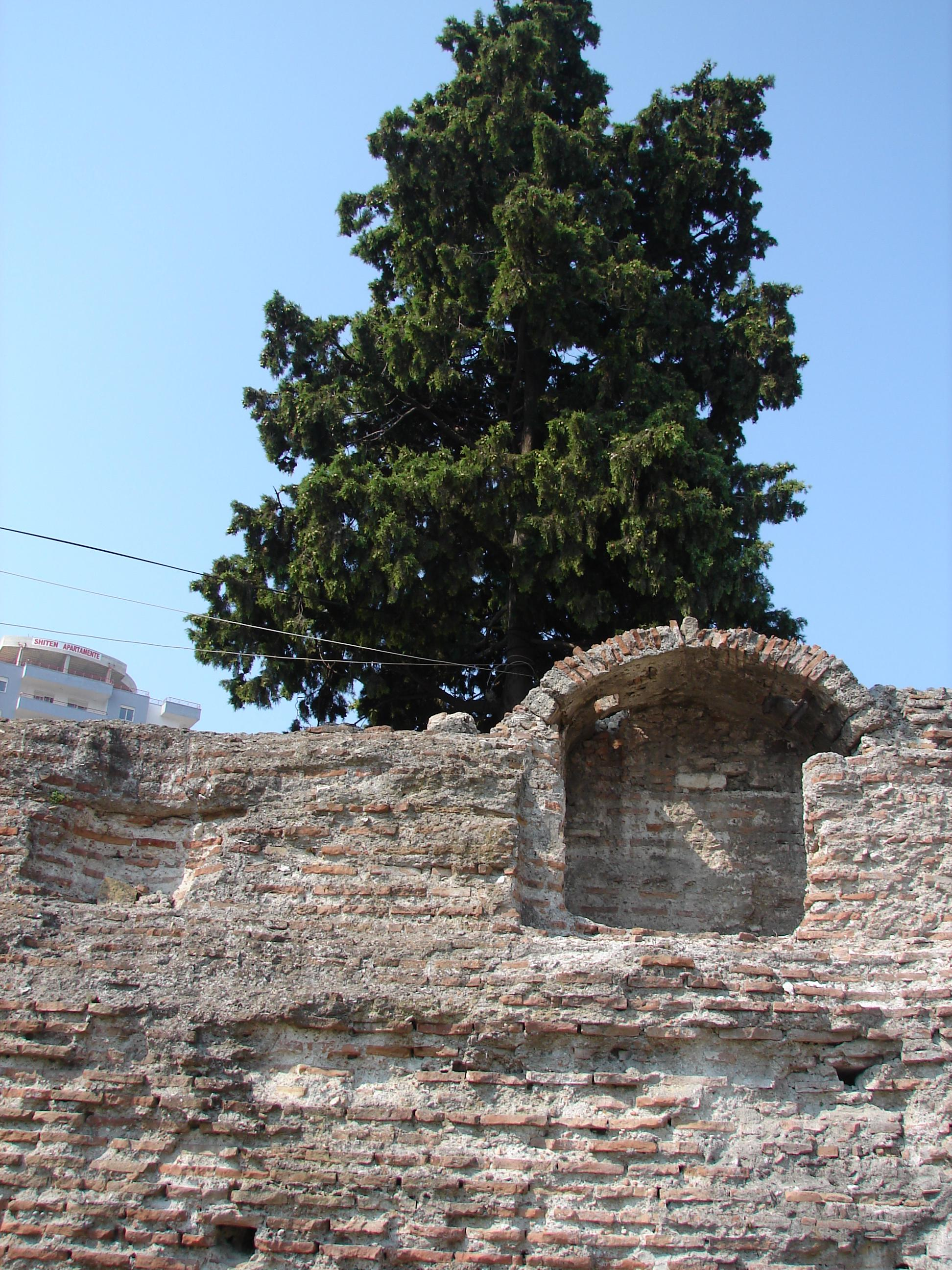
Rovine romane.

- Emona (Lubiana), fondata dai Romani durante le campagne di Ottaviano del 35-33 a.C., sopra un preesistente sito celtico dei Taurisci, con il nome di Aemona Iulia, divenne importante fortezza legionaria permanente all'inizio del I secolo (attorno al 14), al termine della Rivolta dalmato-pannonica del 6-9. Si trovava lungo l'importante via dell'Ambra che collegava Aquileia con il Danubio presso Carnuntum e Vindobona, passando per Poetovio e Savaria.

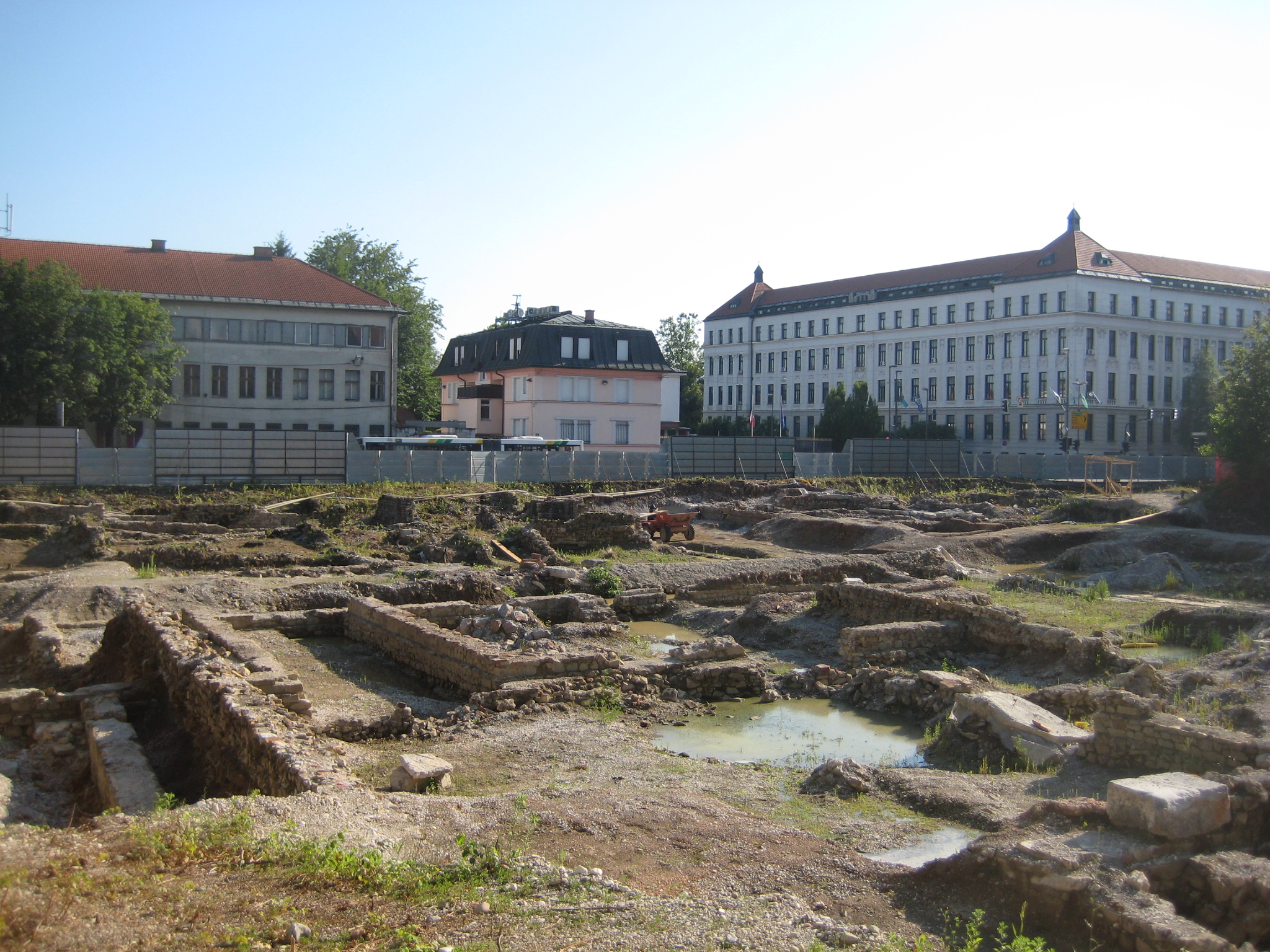
Rovine romane dell'antica Emona.
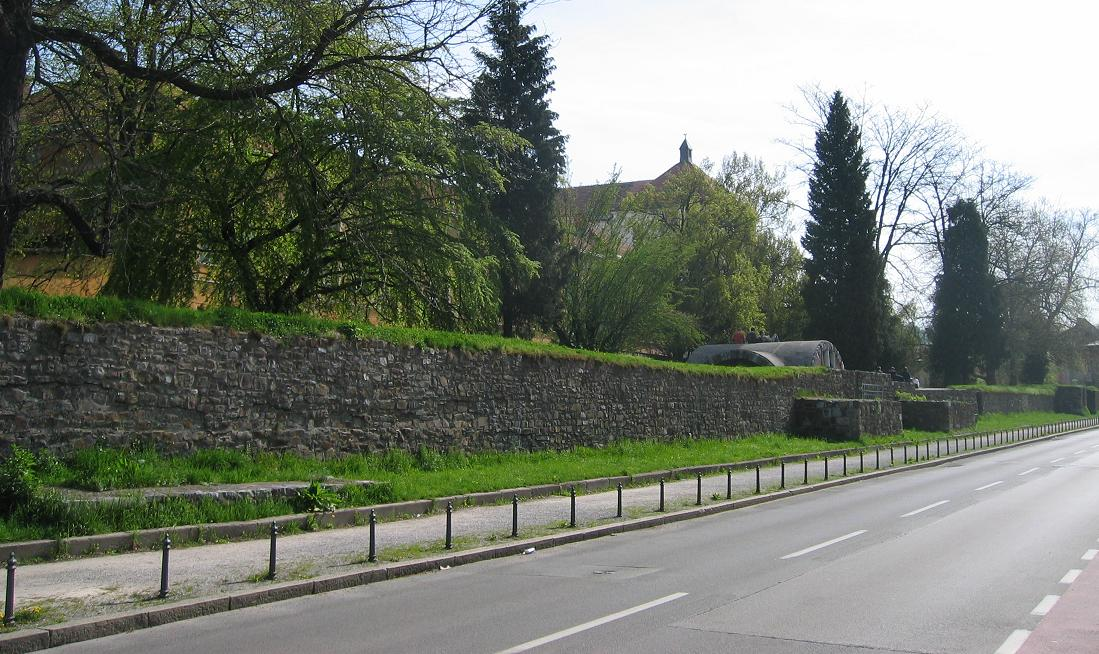
Mura romane della fortezza legionaria.
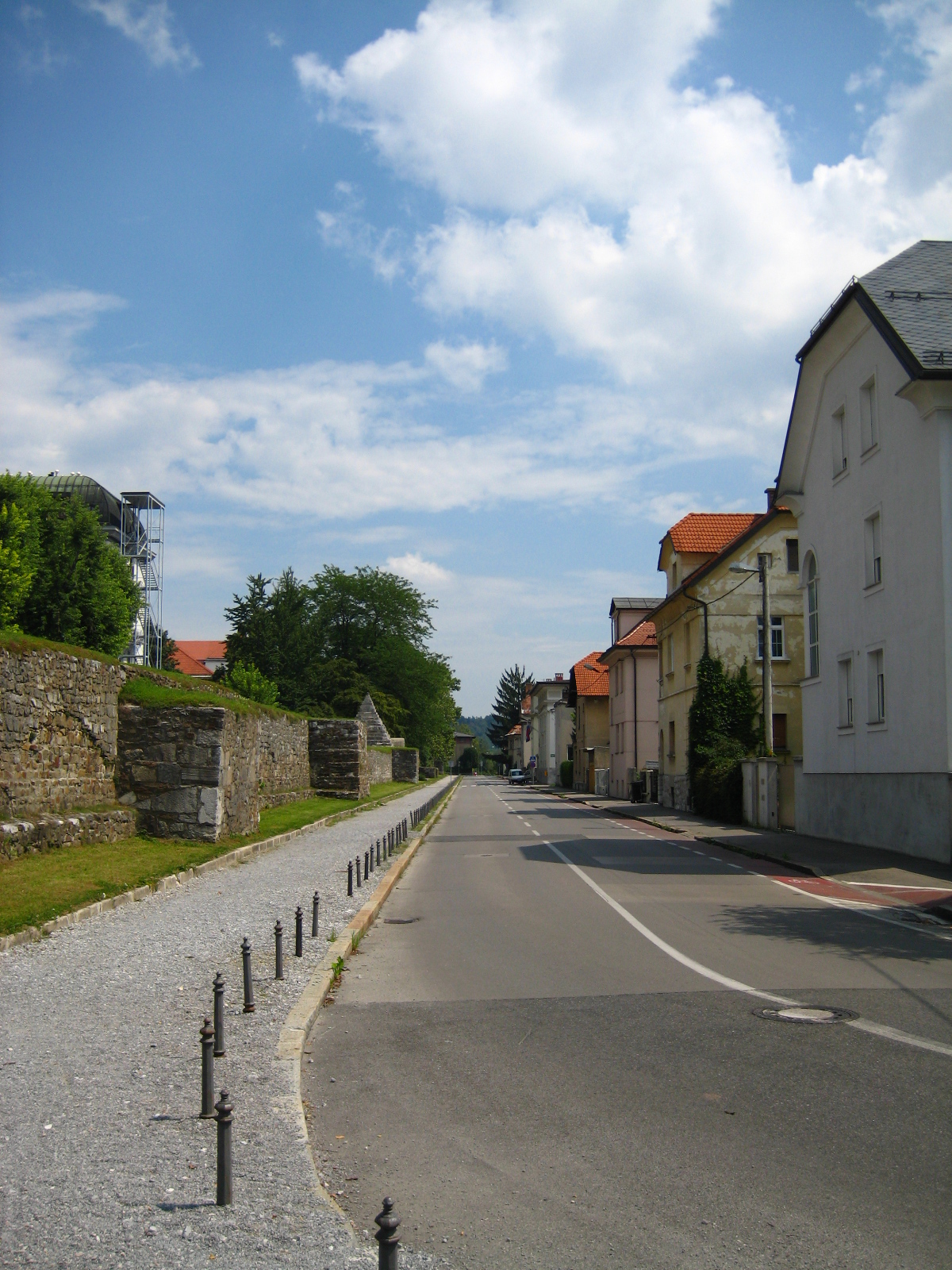
Cinta muraria.
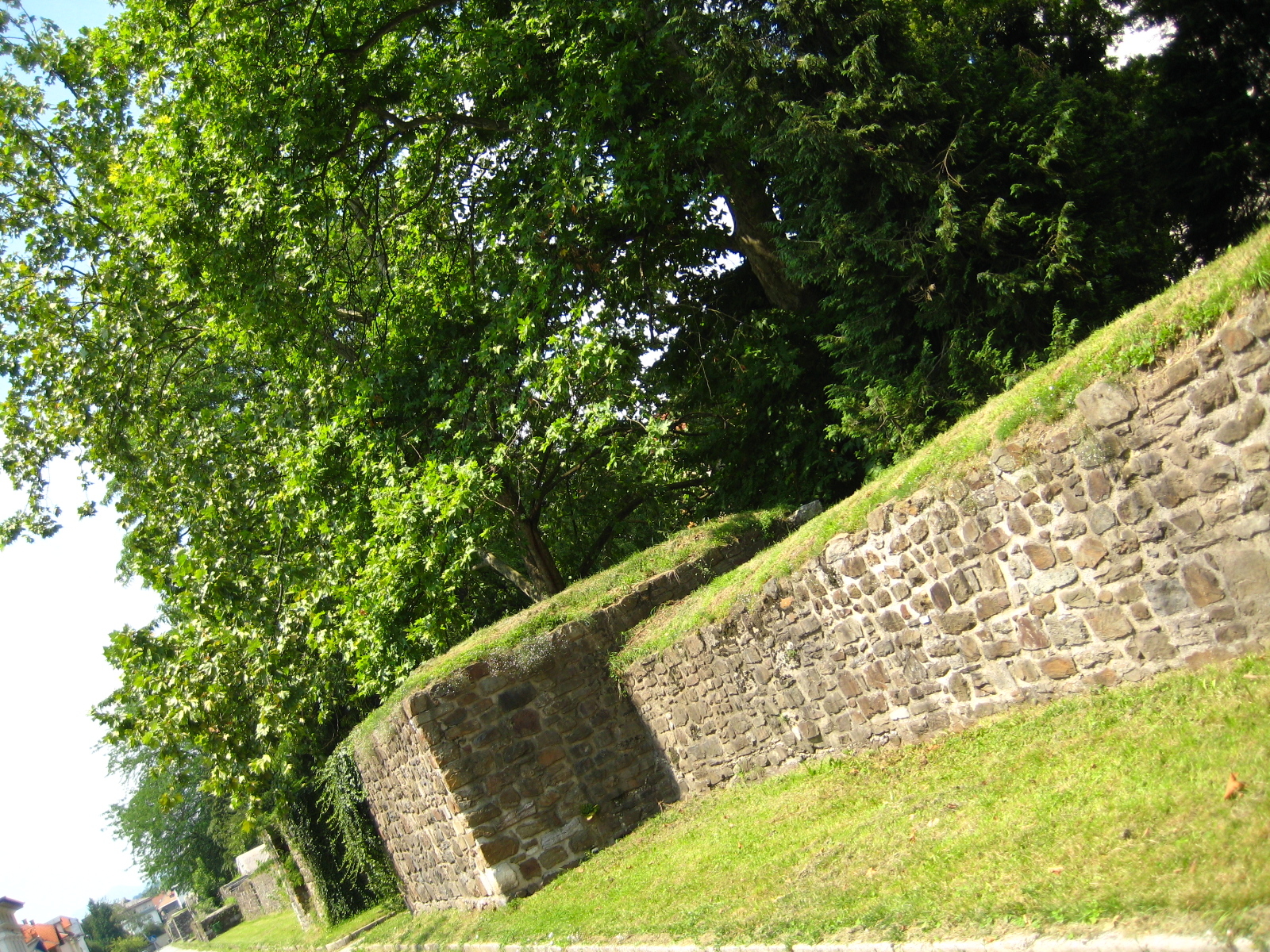
Cinta muraria con la base di una torre in primo piano.

- Epidaurus (Ragusavecchia - Cavtat appena a sud di Ragusa - Dubrovnik), era l'antica città illirica di Zaptal, che cambiò nome con la conquista romana in Epidaurum a partire dal 228 a.C. Nel corso della guerra civile tra Cesare e Pompeo si schierò a favore del primo e fu assediata da M. Ottavio, ma si salvò per l'arrivo del console Publio Vatinio. In seguito divenne colonia romana e durante le guerre gotiche fu occupata dalla flotta mandata da Giustiniano I.
- Iader (Zara-Zadar), dal 59 a.C. diventa municipio romano con il nome Iadera, undici anni più tardi, nel 48 a.C. colonia romana.
- Issa o Cissa (Lissa - Vis);
- Lissus (l'attuale Alessio in Albania);
- Narona (la piccola città di Vid vicina all'attuale Metković), era il nome che gli antichi romani diedero alla città che si trovava nella valle della Neretva, oggi in Croazia. La città fu fondata dopo le guerre illiriche. Si trovava sui piani alluvionali, tra le città attuali di Metković ed il villaggio di Vid. Fu inizialmente fondata come emporio ellenistico tra la fine del III secolo e gli inizi del II secolo a.C., citata per la prima volta nel capitolo 24 del Periplo dello Pseudo-Scilace. Narona divenne la principale roccaforte romana nel I secolo a.C.[104]

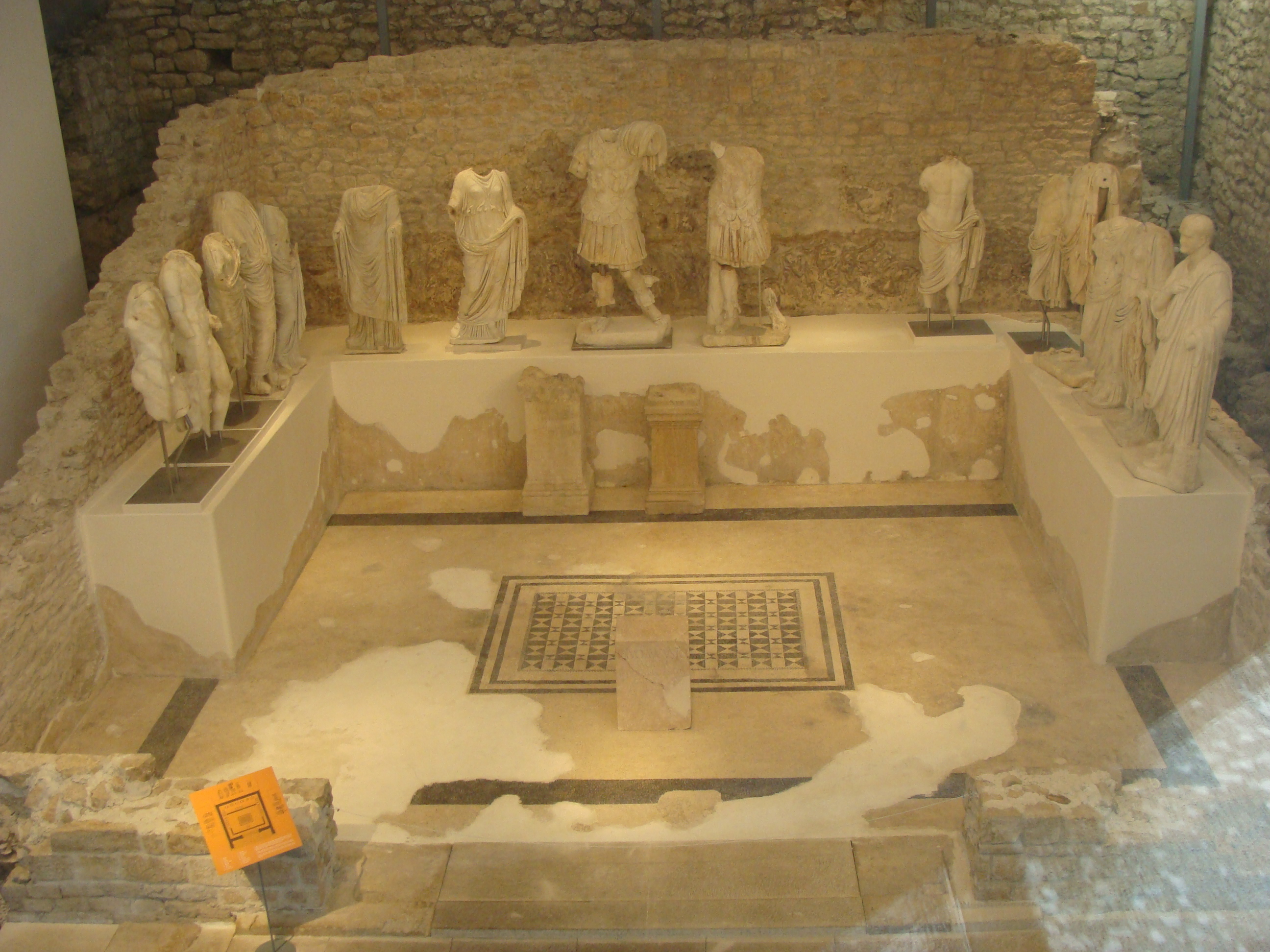
Grande tempio costruito dal governatore Dolabella.
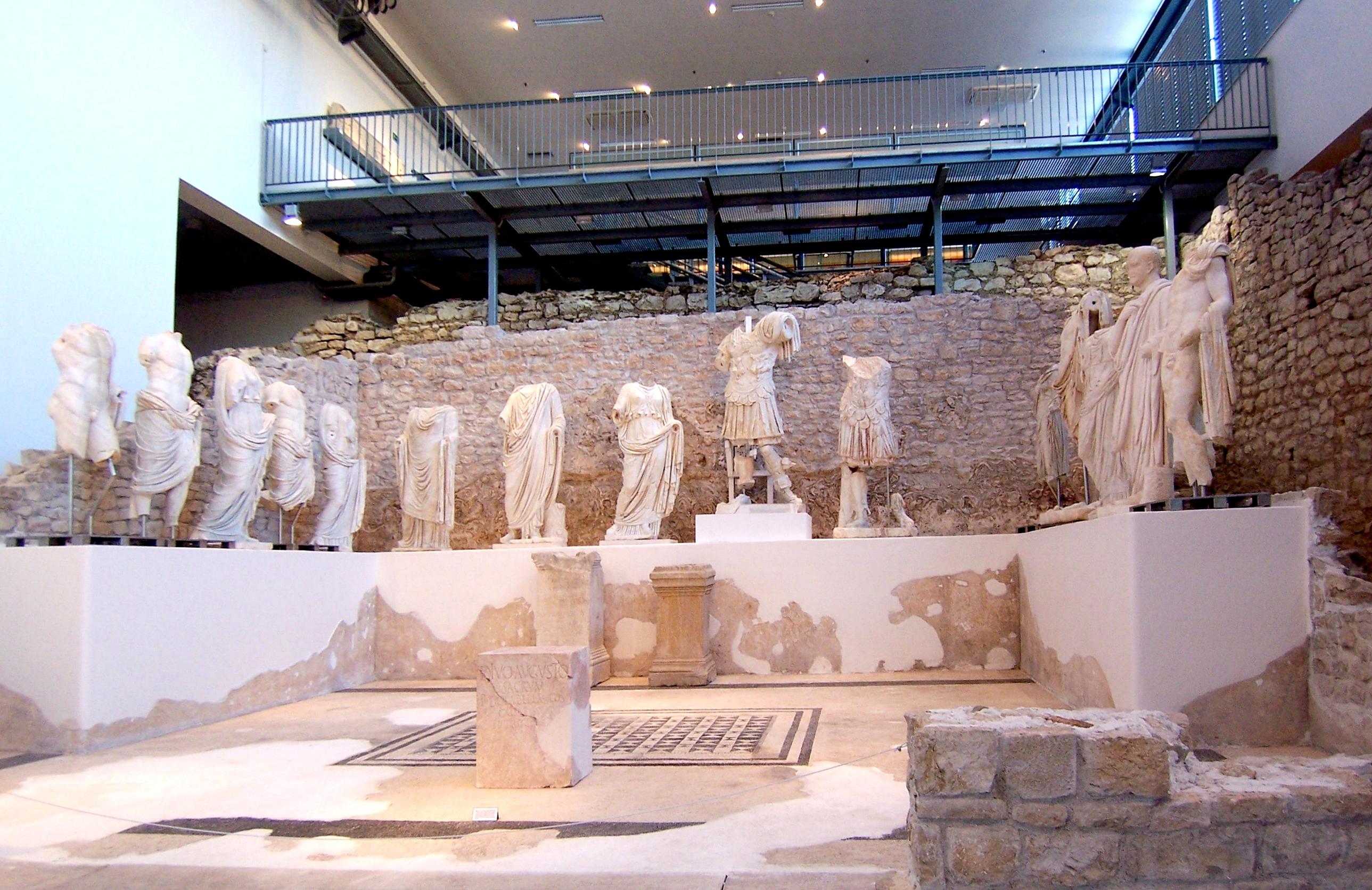
Ancora il grande tempio.

- Pharus (Cittavecchia di Lesina - Stari Grad);
- Pietas Iulia (Pola), sorta forse su un antico castelliere, fu conquistata dai Romani nel 177 a.C., succedendo all'antica Nesactium, massimo centro degli Istri, situata a una decina di km dall'attuale abitato. Divenne colonia romana nel 46-45 a.C. Distrutta dopo la battaglia di Azio, fu ricostruita per volere della figlia di Augusto, Giulia. Pola fu città e fiorente porto commerciale (30.000 abitanti), dotata di prestigiose strutture urbane (fra cui un ampio foro, un arco trionfale, un anfiteatro e due teatri) e ornata di templi cui si aggiunsero, nei primi secoli dell'era volgare, alcune basiliche cristiane.

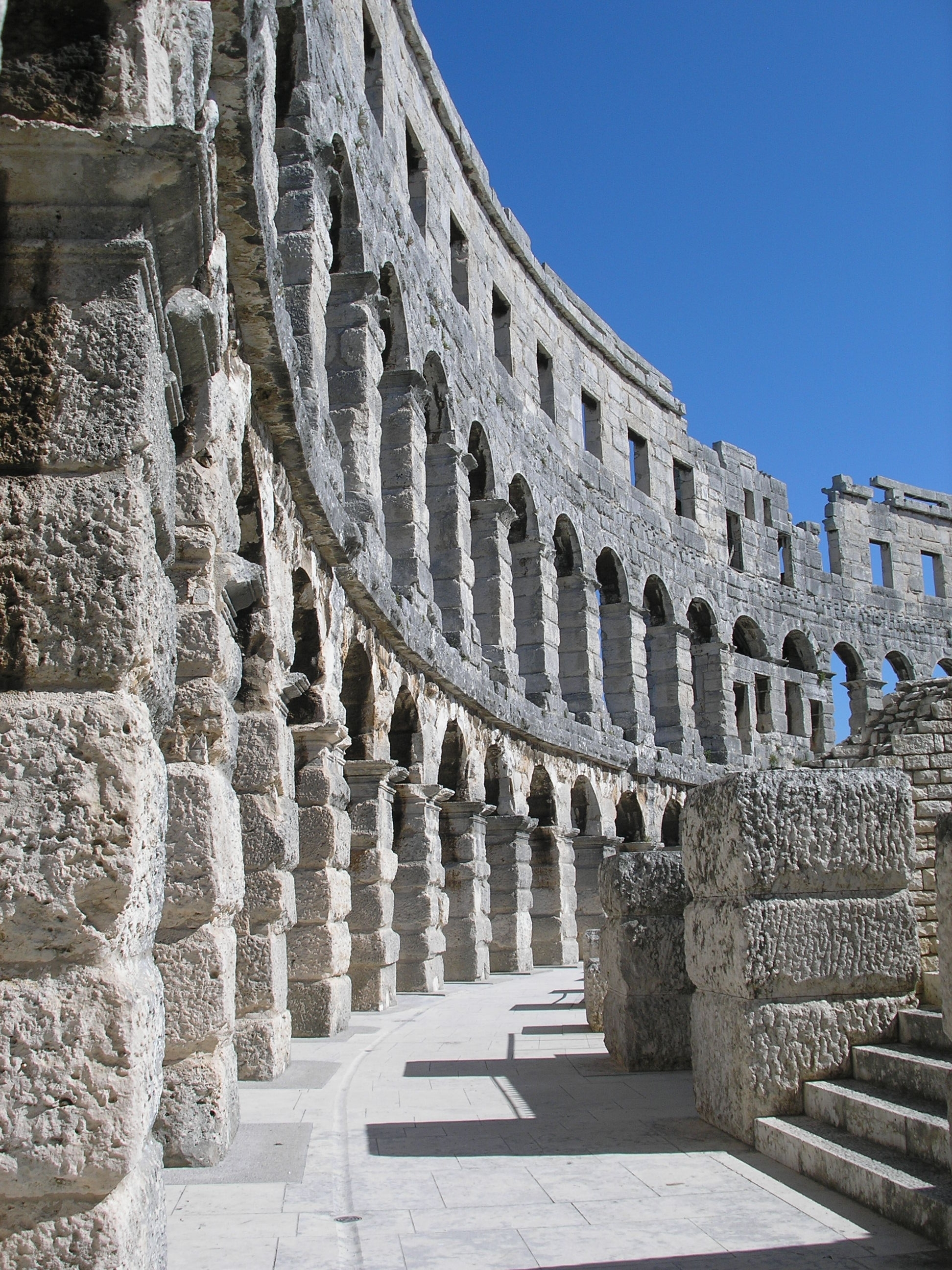
Anfiteatro di Pola.
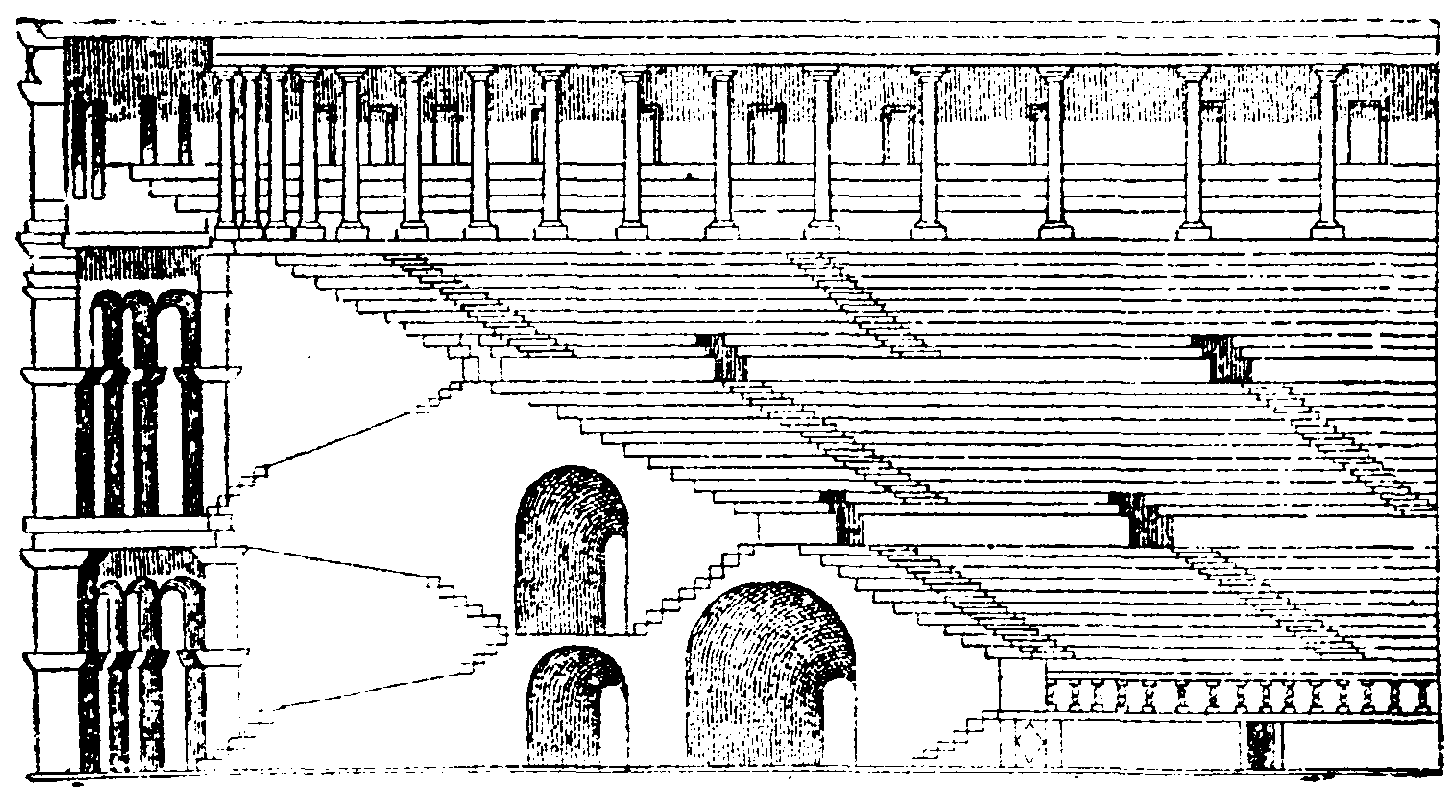
Anfiteatro di Pola.
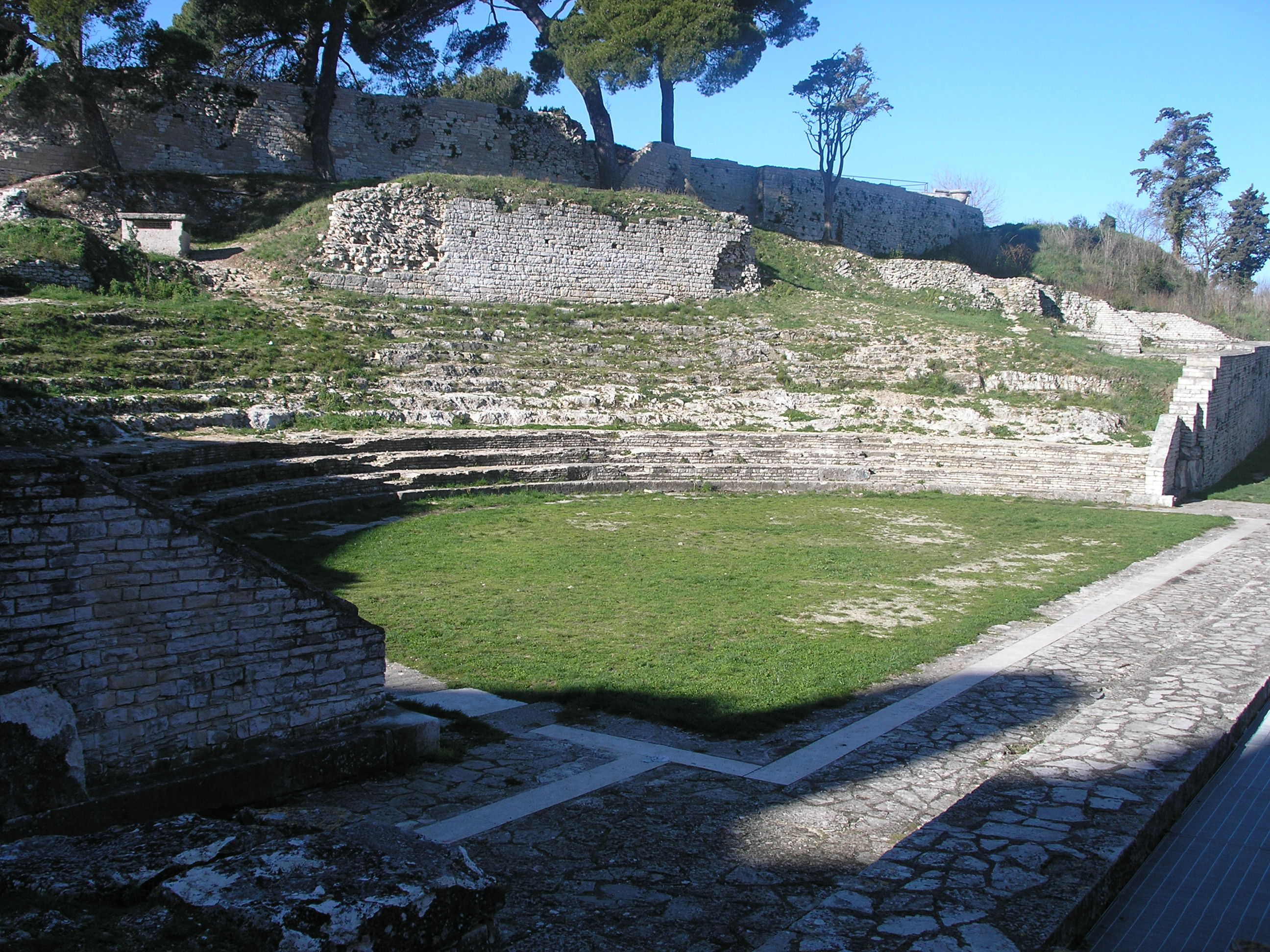
Teatro romano a Pola.
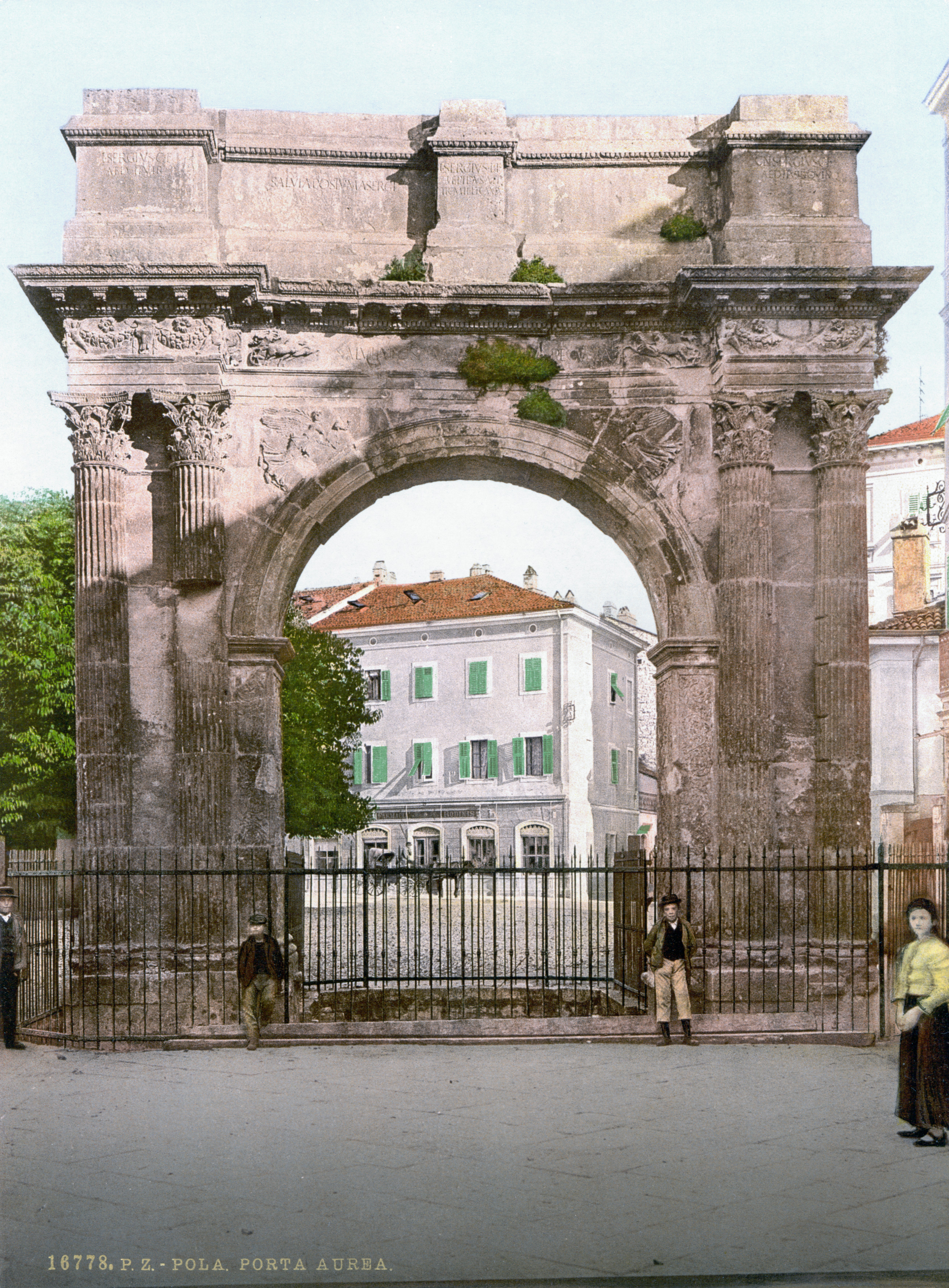
Arco romano dei Sergi.
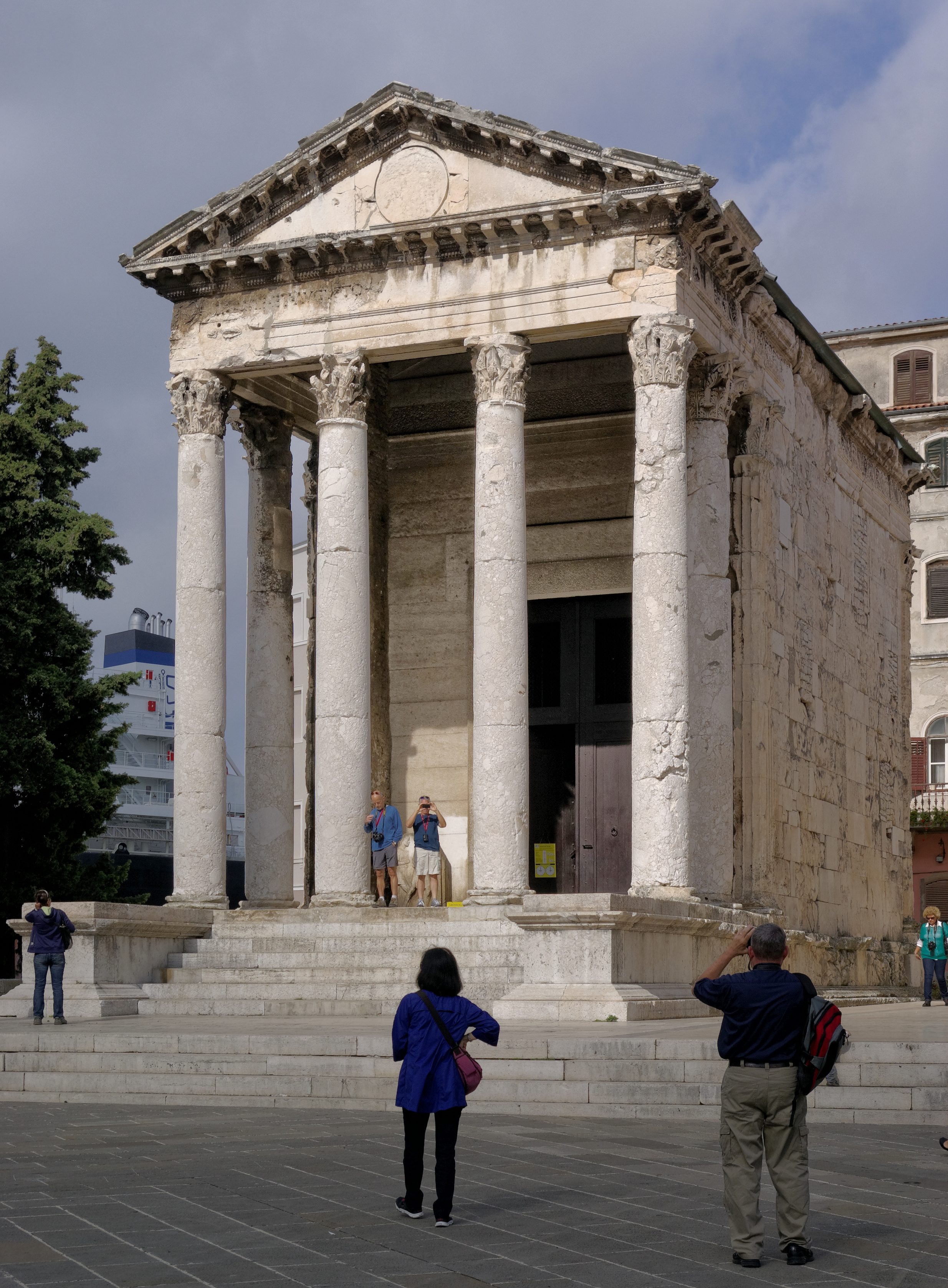
Tempio di Augusto a Pola.
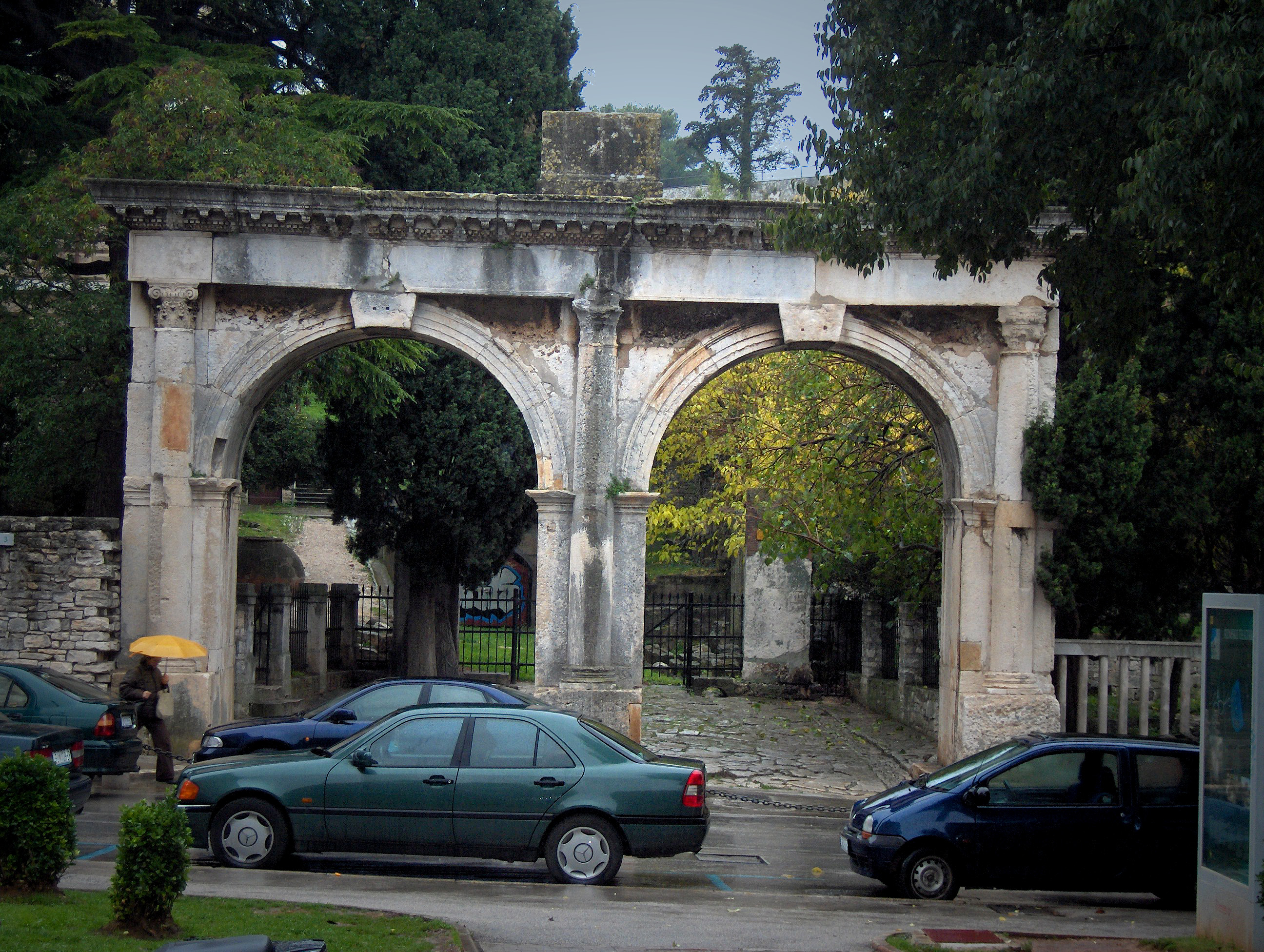
Porta Gemina a Pola.
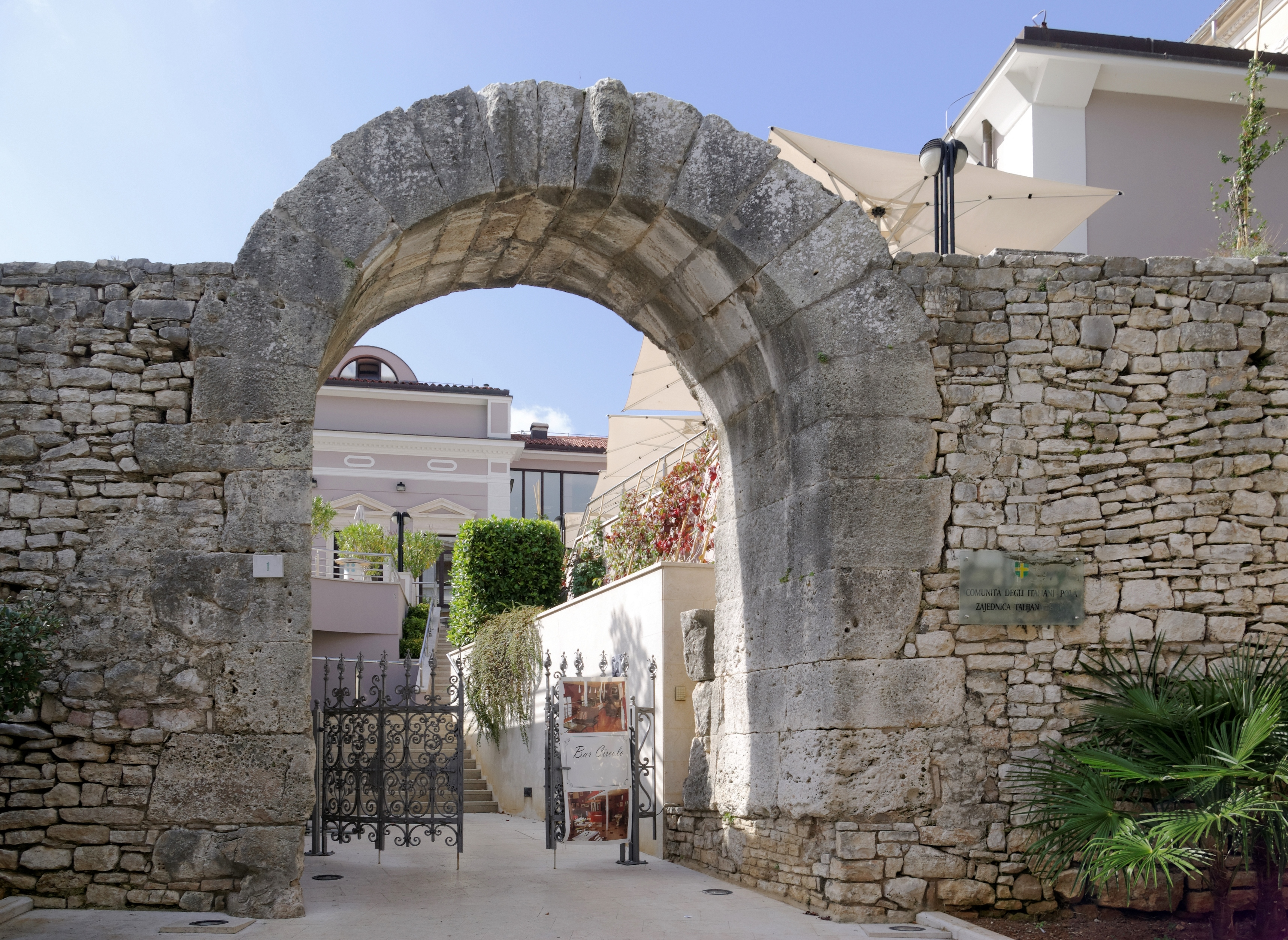
Porta di Ercole.

- Salona;

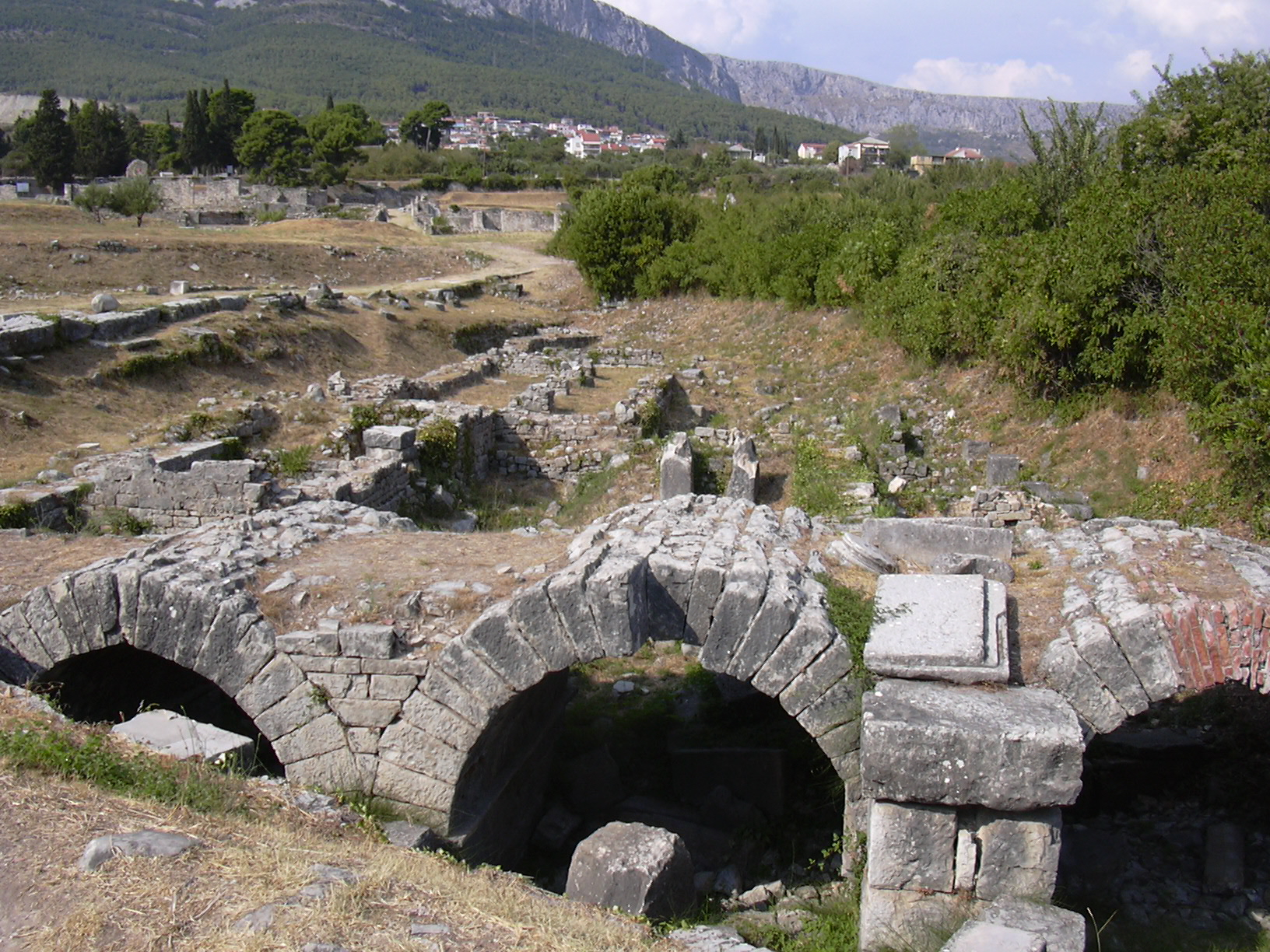
Acquedotto di Salona.
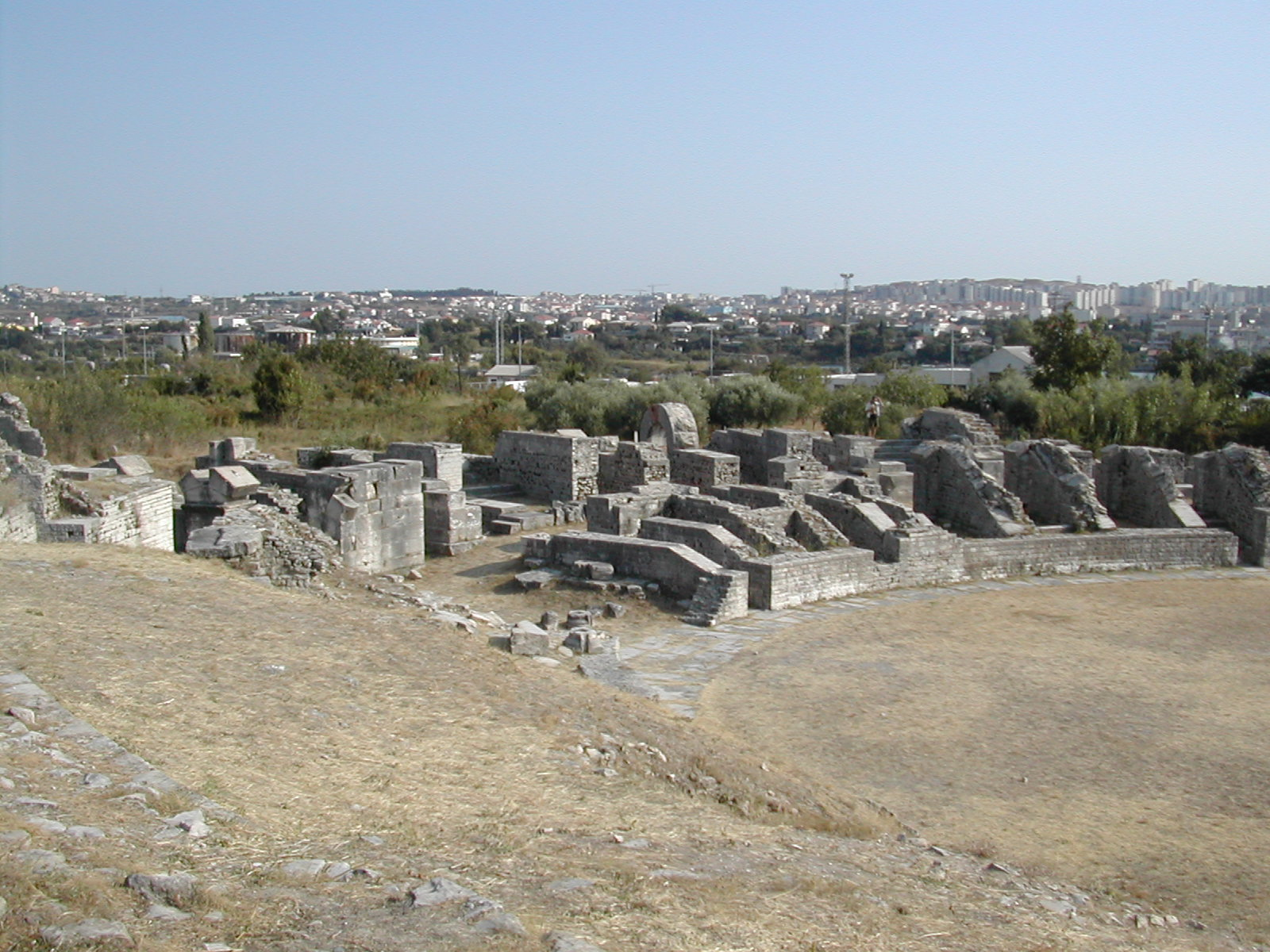
Anfiteatro di Salona.
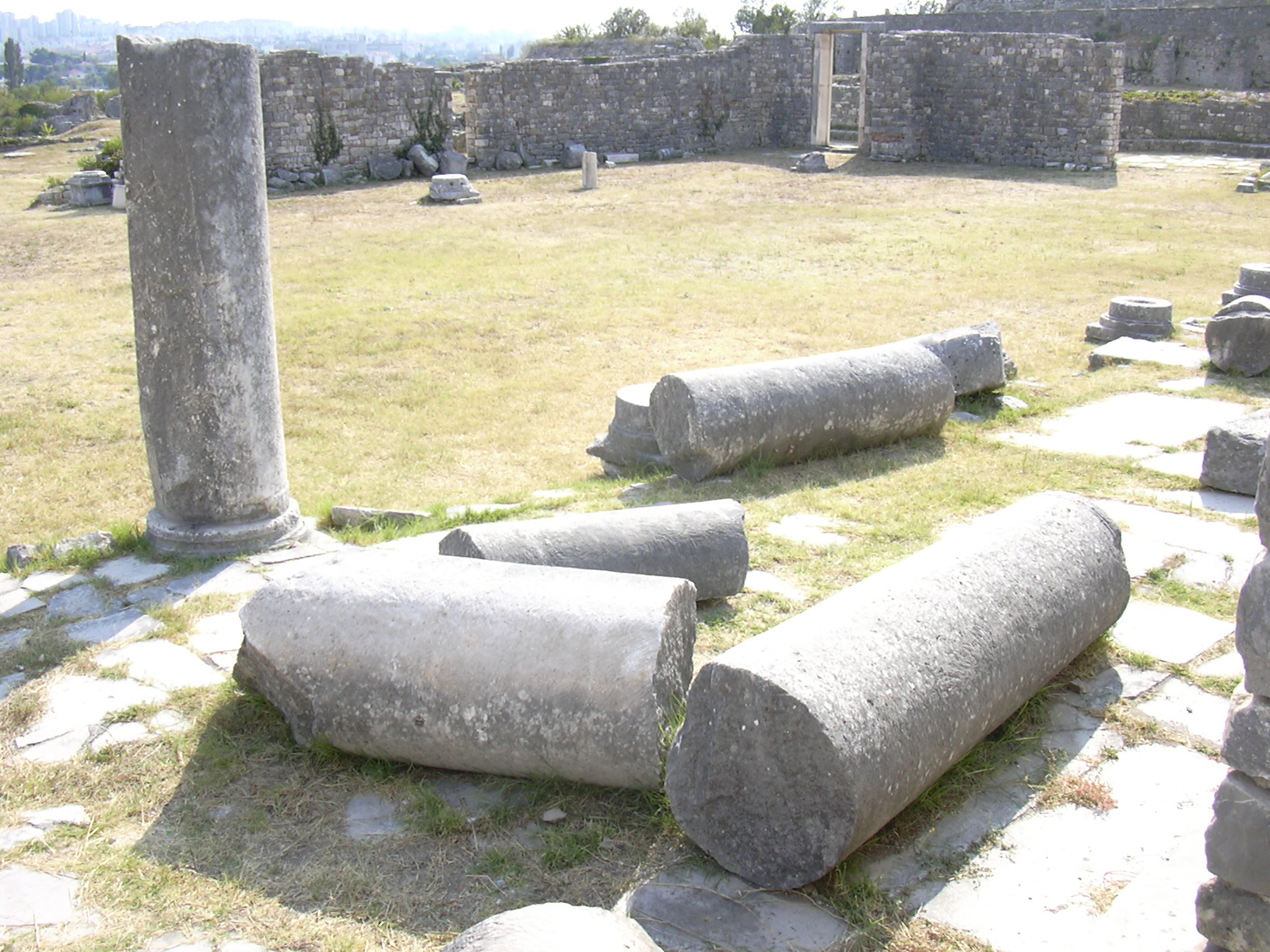
Colonne nella città di Salona

- Scardona (Scardona, appena a nord di Sebenico);
- Scodra (Scutari);
- Senia (Segna), porto militare fin dall'epoca di Augusto,[105]
- Tarsatica (Tersatto, ora parte di Fiume);
- Tragurium (Traù),

### Principali vie di comunicazione
Le principali vie di comunicazioni provinciali erano:
- la via Annia, costruita a partire dal 131 a.C. per collegare Hatria (Adria) a Patavium (Padova), Altinum (Altino), Iulia Concordia (moderna Concordia Sagittaria, dove incrociava la via Postumia) e infine ad Aquileia.
- la via Aurelia, costruita a partire dal 75 a.C. per collegare i municipia di Patavium (Padova) alla via Claudia Augusta Altinate passando per Acelum (Asolo).
- la via Popilia, costruita nel 132 a.C., per collegare Ariminum (Rimini) alla città di Aquileia, passando per Ravenna, Adria e Altino.
- la via Postumia, costruita a partire dal 148 a.C., per collegare i due principali porti romani del nord Italia, Genova e Aquileia.
- A sud invece la via Egnatia, costruita a partire dal 146 a.C., per collegare Apollonia sull'Adriatico con Bisanzio in Tracia.